# 東武日光線
日光線（にっこうせん）は、埼玉県南埼玉郡宮代町の東武動物公園駅と栃木県日光市の東武日光駅を結ぶ、東武鉄道の鉄道路線である。ラインカラーはオレンジ色●、駅ナンバリングの路線記号はTN。
伊勢崎線（東武スカイツリーライン）の東武動物公園駅から分岐して東武日光駅に至る路線で、ラインカラーはオレンジであるが、駅名標など各駅の標識類ではオレンジと赤紫（■・■）を用いている。伊勢崎線（東武スカイツリーライン）・野田線（東武アーバンパークライン）などとともに東武本線（路線群）を構成する路線の一つであり、別系統の東上本線とともに東武鉄道の主要幹線となっている。

## 概要
南栗橋駅以南では伊勢崎線（東武スカイツリーライン）を経由して東京メトロ半蔵門線・東急田園都市線及び東京メトロ日比谷線に直通する列車が設定されており、沿線地域から東京方面への通勤・通学路線としての側面が強い。新栃木駅からは東武宇都宮線が、下今市駅からは鬼怒川線が分岐し、それぞれの路線に直通する列車も多く設定されている。東京・浅草駅からは特急「けごん」・「きぬ」などの特急列車が多数運行され、国際観光都市の日光や鬼怒川温泉を訪れる観光客の足としての役割も大きい。下今市駅 - 東武日光駅間では蒸気機関車が牽引する「SL大樹ふたら」が運行されている。
このほか栗橋駅で東日本旅客鉄道（JR東日本）の東北本線（宇都宮線）と、栃木駅で両毛線とそれぞれ接続する。途中、鹿沼市内から東武日光駅までは当線建設以前に開業していたJR日光線と並行し、東北本線（東京駅・新宿駅 - 宇都宮駅）と合わせて東京方面と日光方面を結ぶ競合路線として、JR東日本は前身の国鉄時代には東武とともに優等列車を増発してその速度と旅客サービスが競われてきた。東武鉄道は1720系デラックスロマンスカー (DRC) や100系スペーシアなどの看板特急車両を導入して国鉄・JR東日本に対抗してきたが、2006年3月のダイヤ改正で、栗橋駅構内に設けたJR東北本線と東武日光線の間の渡り線を経由して、JR新宿駅方面と東武日光駅・鬼怒川線鬼怒川温泉駅方面とを直通運転する特急「日光」「（スペーシア）きぬがわ」の運行を開始するなど、現在は日光・鬼怒川温泉方面の観光需要を盛り上げるため、両社の関係が対立から協調へと変わっている。
新鹿沼駅付近を境とし、その南側は関東平野の中央を縦貫する平坦区間、北側は足尾山地と関東平野の境界部の25‰の勾配が連続する区間で、最北端の終点・東武日光駅の標高は構内で538mに達する。また明神駅 - 下今市駅間の日光例幣使街道（日光杉並木）との交差箇所には東武の地上線で唯一のトンネルがある（全長40m）。一方の平坦区間では線形は良く、100系「スペーシア」とJR東日本253系による特急列車は一部区間で120 km/h運転を行っている。なお、設備上では130 km/h運転が可能である。
日光線は東武鉄道の路線では亀戸線と共に、全線が複線である。ただし、亀戸線は起点の曳舟駅構内のみ配線上単線となっているため、完全に全線複線であるのは本路線のみとなる。

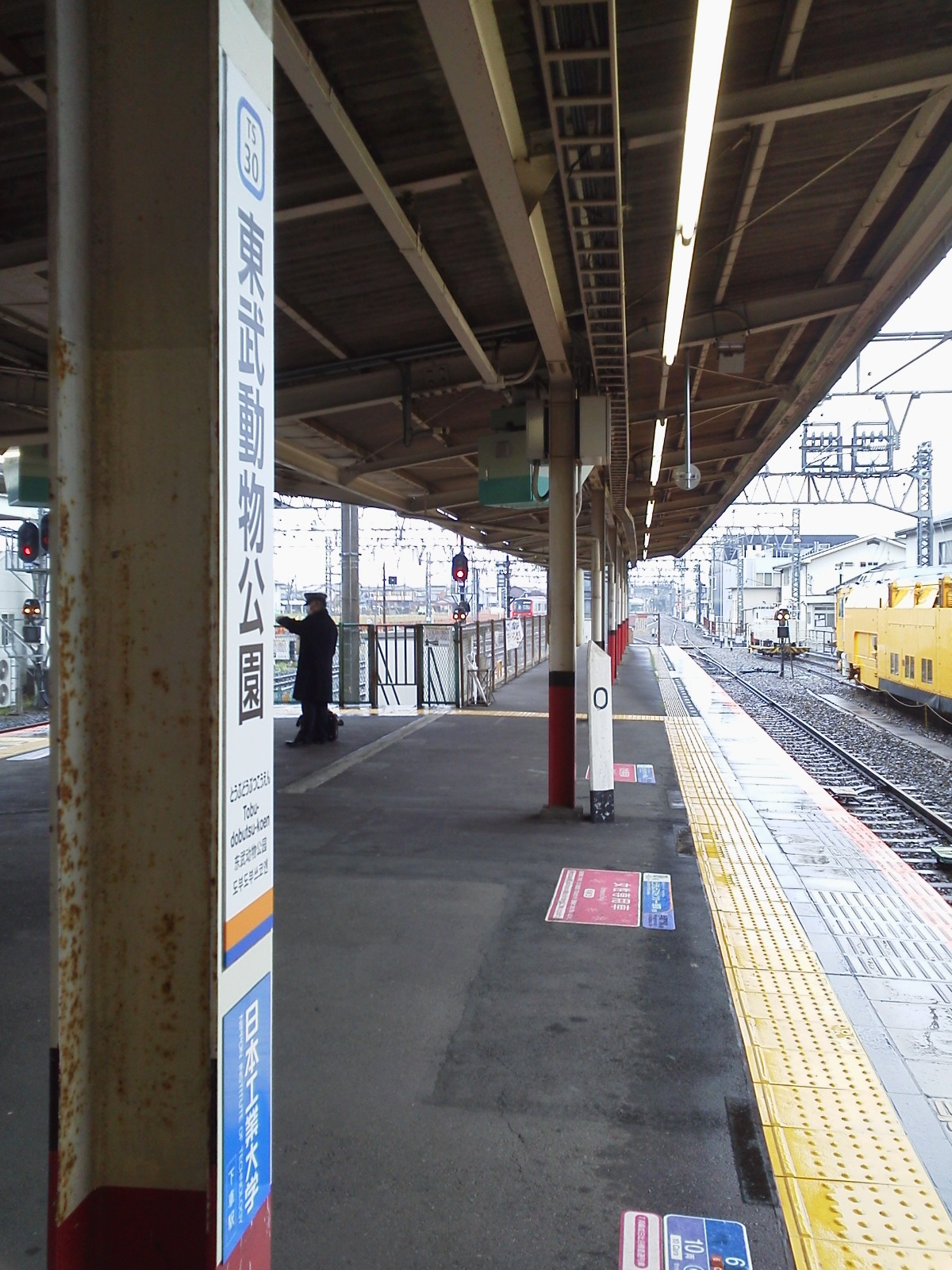
当線の0kmポスト

## 路線データ
- 路線距離：94.5 km
- 軌間：1,067 mm
- 複線区間：全線
- 電化区間：全線（直流1,500 V）
- 駅数：26（起・終点駅含む）
- 閉塞方式：自動閉塞式
- 保安装置：東武形ATS
- 最高速度：120 km/h[1]
- 最長編成およびホーム長（いずれも20m車）
  - 東武動物公園駅 - 南栗橋駅間の各駅 ： 10両
  - 栗橋駅 - 下今市駅間の各駅・東武日光駅 ： 6両
  - 上今市駅 ： 4両

## 歴史
私鉄により東京都心と日光を結ぼうという計画は、明治末年頃からあり、東武鉄道と中央鉄道（後の武州鉄道）の2グループが実現を目指した。
このうち、東武鉄道は大正初期の最初の計画では佐野線葛生駅付近より日光への延伸を意図したが、山越えのルートとなるため、杉戸駅（現・東武動物公園駅）より分岐し北上するルートとした経緯がある。一方、中央鉄道は北千住駅から現在の伊勢崎線・日光線とは別ルートとなる鳩ヶ谷・岩槻経由で幸手・栗橋・古河を経て日光へという構想を打ち上げた。
なお、葛生案を断念した後、一時期は大桑（伊勢崎線花崎駅付近）より分岐して北上し、藤岡駅に至るというルート案も立てられた。しかし、これでは人口の少ない地帯を走る状況となるため、かつて日光街道の宿場町であり、人口の多い幸手・栗橋・古河を通過するルートが選ばれたという説もある。
東武鉄道は既設の伊勢崎線から分かれる形とすることで、新線の建設距離を短くできる利点があったのに対し、中央鉄道改め武州鉄道は全線をゼロから建設する必要があった。また、東武は根津嘉一郎率いる根津財閥の中核企業に成長して建設費を確保できたことから、1923年（大正12年）に着工した。一方、武州鉄道は埼玉県綾瀬村（現・蓮田市）から工事に着手し、1924年（大正13年）に蓮田と岩槻の間が開業に漕ぎ着けた。
1929年（昭和4年）の1年間で全線を開業させ、競合となるはずだった武州鉄道を圧倒した。開業時より全区間が複線電化であり、伊勢崎線浅草駅（初代。現・とうきょうスカイツリー駅）からの直通運転を実施している。電車による100 kmを超える長距離運行は、1930年代から1940年代においては大阪電気軌道・参宮急行電鉄上本町駅 - 宇治山田駅間（後の近畿日本鉄道大阪線・山田線）と並ぶものだった。
第二次世界大戦中は観光地へ向かう不要不急線とみなされて一部区間を単線化し、小泉線と熊谷線に設備の一部を転用したとされる。
また、開業時から1950年代にかけては、先に開業していた国鉄日光線と東京（上野・浅草・新宿） - 日光間における輸送を競い合い、東武側では特急に5700系や1720系「DRC」を、国鉄側では準急 - 急行にキハ55系や157系など当時の水準では破格とも言えるほどの豪華車両を投入していた（「日光 (列車)#準急「日光」・「湘南日光」の登場と花形157系」「東武1720系電車#開発の経緯」も参照）。
かつては東武日光駅で路面電車（日光軌道線）に接続しており、いろは坂の下にある日光軌道線の終点馬返駅では坂上の明智平に至るケーブルカー（日光鋼索鉄道線）、さらに明智平ロープウェイへと接続していたが、路面電車は1968年2月25日、ケーブルカーは1970年4月1日に廃止され、明智平ロープウェイのみが営業している。

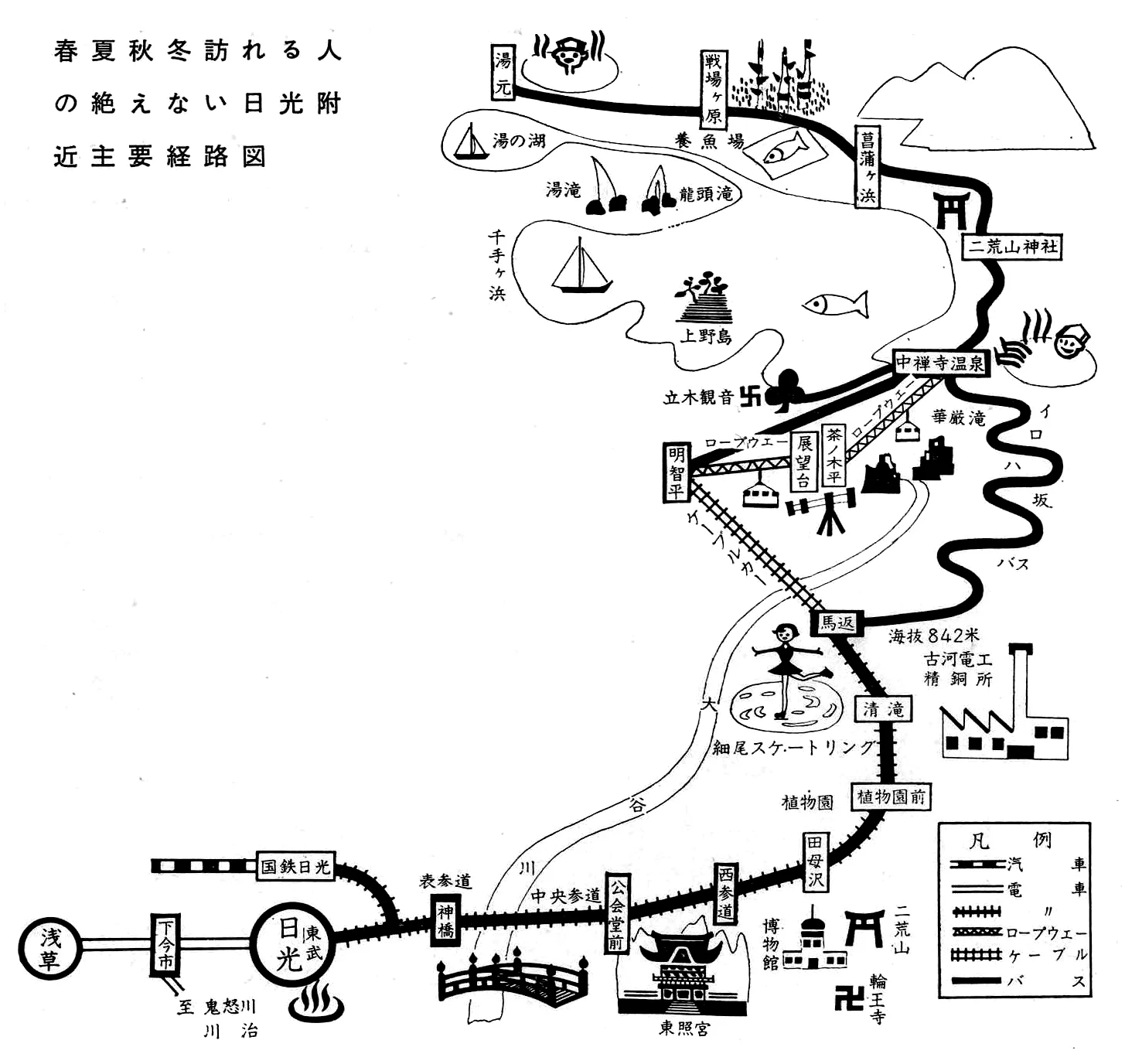
1964年の日光付近経路図。かつて路面電車・ケーブルカーと接続していた。

国鉄側が1982年に日光線の定期優等列車を廃止した後、1991年のバブル崩壊以降の景気低迷や、円高に伴う海外旅行の一般化などによる観光客の減少もあって、日光・鬼怒川方面への輸送が伸び悩みを見せるようになったため、2006年からはJR東日本との直通運転も開始している（「日光 (列車)#東武との直通運転開始」「けごん#スペーシアの登場と特急の変革」を参照）。
半蔵門線直通運転が開始された後の2006年のダイヤ改正では、伊勢崎線と同様に、日中時間帯に運転されていた浅草発着の準急は半蔵門線に直通する急行に置き換わり、南栗橋駅で系統分割がなされた。また、日中に運転されていた快速は区間快速に格下げされた。朝夕ラッシュ時に運転されていた準急は区間急行に種別変更されて残されたが、2013年のダイヤ改正で早朝と深夜の1本を除いて系統分割された。2017年のダイヤ改正では快速と区間快速が南栗橋駅発着の急行と区間急行への置き換えと前述の1本の分割が行われ、南栗橋駅以北から伊勢崎線に直通する一般列車が廃止された。

### 年表
- 1912年（大正元年）9月30日：栃木県安蘇郡葛生町 - 同県上都賀郡菊沢村間の鉄道敷設免許状下付[3]。
- 1919年（大正8年）12月18日：栃木県上都賀郡鹿沼町 - 同県同郡日光町間の鉄道敷設免許状下付[4]。
- 1923年（大正12年）7月19日：埼玉県南埼玉郡百間村 - 栃木県下都賀郡家中村の鉄道敷設免許状下付[5]。
  - 1912年に免許された区間の一部および1919年に免許された区間と合わせ、現在の日光線全線に相当する区間の鉄道敷設免許状が下付されたことになる。
- 1924年（大正13年）5月5日：葛生町から日光への延伸を意図して免許されていた区間のうち、栃木県安蘇郡田沼町 - 同県下都賀郡家中村間の鉄道敷設免許取消[6]。
- 1929年（昭和4年）
  - 4月1日：杉戸駅 - 新鹿沼駅間開業[7]。
  - 7月1日：東武和泉駅を静和駅に改称[8][9][注釈 1]。
  - 7月7日：新鹿沼駅 - 下今市駅間開業[10]。
  - 10月1日：下今市駅 - 東武日光駅間開業[11]。
  - 11月1日：柳生駅、明神駅開業[8]。
- 1931年（昭和6年）
  - 11月1日：新大平下駅開業[8]。
  - 12月10日 北鹿沼駅開業[8]。
- 1935年（昭和10年）7月21日：新古河駅開業。これまでの新古河駅を新古河荷扱所に改称[8]。
- 1939年（昭和14年）10月12日：日光町内で下り電車が脱線して河原へ転落。死者18人、負傷者87人[12]。
- 1943年（昭和18年）1月19日 - 1945年（昭和20年）6月21日：不要不急線扱いを受け、合戦場駅以北を単線化[注釈 2]。
- 1945年（昭和20年）8月8日：軍需工場工員輸送のため上今市駅 - 東武日光駅間に東武野口駅が開業。終戦のため同月中に廃止[8]。
- 1955年（昭和30年）9月15日：下今市駅 - 東武日光駅間が複線に復旧。
- 1956年（昭和31年）3月24日：明神駅 - 下今市駅間が複線に復旧。
- 1958年（昭和33年） モハ5310形とモハ3210形を用い、観光用「準快速」列車として使用を開始する。なお「準快速」列車の名称は後に6000系の運用開始による「快速」統一まで運行される。
- 1963年（昭和38年）
  - 6月22日：下小代駅 - 明神駅間が複線に復旧。
  - 9月21日：板荷駅 - 下小代駅間が複線に復旧。
- 1964年（昭和39年）
  - 3月1日：従来車の置き換え用の快速専用車両として6000系の運用を開始。
  - 5月1日：北鹿沼駅 - 板荷駅間が複線に復旧。
  - 5月31日：座席指定席を快速列車の一部車両に導入。
- 1965年（昭和40年）9月18日：新鹿沼駅 - 北鹿沼駅間が複線に復旧。
- 1968年（昭和43年）
  - 4月1日：杉戸駅 - 新栃木駅間にATS地上装置（地上子）を導入、使用開始[13]。
  - 10月1日：新栃木駅 - 東武日光駅間にATS地上装置（地上子）を導入、使用開始[13]。
- 1969年（昭和44年）5月1日：栗橋駅 - 新古河駅間の新古河荷扱所を廃止し新古河信号所とする。
- 1973年（昭和48年）7月20日：合戦場駅 - 新鹿沼駅間が複線に復旧[14]。これにより全線複線に復旧[14]。
- 1976年（昭和51年）：快速列車の座席指定席を廃止。
- 1981年（昭和56年）
  - 3月16日 杉戸駅を東武動物公園駅に改称。
  - 9月15日：栗橋駅 - 新古河駅間の新古河信号所廃止。
- 1983年（昭和58年）7月21日：ダイヤ改正を実施。一部の特急が新栃木駅、新鹿沼駅に停車。
- 1985年（昭和60年）11月15日：快速列車に6000系の車体更新車両である6050系の運用を開始。
- 1986年（昭和61年）
  - 8月26日：杉戸高野台駅、南栗橋駅開業[15]。南栗橋駅 - 曳舟駅間で上り準急列車の10両編成運転開始[15]。1990年に業平橋駅（現・とうきょうスカイツリー駅）まで延長する。
  - 10月9日：野岩鉄道会津鬼怒川線開業に伴い、快速列車の運転区間を同線会津高原駅（現・会津高原尾瀬口駅）まで延長。
- 1987年（昭和62年）7月21日：ダイヤ改正を実施。通勤快速を廃止。
- 1990年（平成2年）10月12日：会津鉄道会津線会津高原駅 - 会津田島駅間電化に伴い、快速列車の運転区間を会津田島駅まで延長[16]。
- 1992年（平成4年）9月21日：ダイヤ改正を実施。特急列車の120 km/h運転開始[17]。
- 1993年（平成5年）3月31日：特急・急行以外の列車で終日禁煙となる[18]。
- 1997年（平成9年）3月25日：板倉東洋大前駅が開業。群馬県に初めて当路線の駅が設置された。併せてダイヤ改正を以下の内容で実施。
  - 業平橋駅 - 南栗橋駅間で下り準急列車と新設された区間準急列車の10両編成運転開始。
  - 東武動物公園駅 - 新大平下駅間はノンストップで運行していた快速列車が、開業した板倉東洋大前駅に停車。
- 2000年（平成12年）5月11日：栃木駅高架化。
- 2003年（平成15年）3月19日：営団地下鉄（現・東京メトロ）半蔵門線経由で東急田園都市線中央林間駅 - 南栗橋駅間直通通勤準急・区間準急（現:急行・準急）運行開始。
- 2006年（平成18年）
  - 3月18日：ダイヤ改正を以下の内容で実施。
    - 栗橋駅構内にJR宇都宮線（東北本線）との連絡線を設置し、JR新宿駅 - 東武日光駅・鬼怒川温泉駅間で特急列車の直通運転を開始。
    - 有料列車の種別を特急に統一。通勤準急を急行に、準急を区間急行に、半蔵門線に直通する区間準急を準急にそれぞれ種別変更。区間快速を新設。
    - 昼間時における南栗橋駅での系統分離を開始。急行以下の列車で南栗橋駅を跨ぐ際は同駅で対面乗り換えとなる。
    - 南栗橋駅 - 新栃木駅間の下り終電を約8分繰り下げて、浅草駅22:32発とする。
    - 平日ダイヤの東武動物公園 - 南栗橋間の終電を約10分繰り下げて、押上駅23:51発とする。

  - 12月16日：5050系のさよなら運転を新栃木駅 - 東武日光駅間で実施。
- 2007年（平成19年）11月1日：栃木駅 - 新栃木駅間で栃木駅発着の宇都宮線直通普通列車のワンマン運転を実施。
- 2009年（平成21年）6月6日：ダイヤ改正により、区間急行の運転区間を浅草駅 - 新栃木駅間に短縮。土休日ダイヤの東武動物公園 - 南栗橋間の終電を約10分繰り下げて、押上駅23:51発とする。
- 2011年（平成23年）
  - 3月11日：東北地方太平洋沖地震が発生したため、東京メトロ日比谷線・東京メトロ半蔵門線・東急田園都市線・野岩鉄道会津鬼怒川線・会津鉄道会津線との相互直通運転および特急の運転が休止。
  - 3月14日：東北地方太平洋沖地震による発電所の停止に伴う電力供給逼迫のため、東京電力が輪番停電（計画停電）を実施。これに伴い、この日から東京メトロ日比谷線・東京メトロ半蔵門線・東急田園都市線・野岩鉄道会津鬼怒川線・会津鉄道会津線との相互直通運転及び特急の運転が休止。
  - 3月20日：野岩鉄道会津鬼怒川線・会津鉄道会津線との相互直通運転が再開。
  - 3月22日：特急スペーシア「きぬ」の運転が再開。
  - 3月28日：東京メトロ日比谷線との相互直通運転が再開。
  - 4月2日：東京メトロ半蔵門線・東急田園都市線との相互直通運転が再開。
  - 4月11日：東北地方太平洋沖地震の余震とみられる巨大地震が発生したため、東京メトロ日比谷線・東京メトロ半蔵門線・東急田園都市線・野岩鉄道会津鬼怒川線・会津鉄道会津線との相互直通運転および特急の運転が休止。
  - 4月29日：JR線直通特急「日光」・「きぬがわ」・「スペーシアきぬがわ」の運転が再開される。
  - 6月4日：JR線直通特急のうち、JR車で運転されている「日光」「きぬがわ」の使用車両を485系から253系に置き換えの上、2編成に増強。これに伴い、189系での代走が終了した。
  - 6月27日：経済産業省による電力使用制限令により、平日の日中時間帯の南栗橋駅 - 新栃木駅間で毎時1本の普通列車を運休。
- 2012年（平成24年）
  - 3月17日：駅ナンバリング導入。快速「AIZUマウントエクスプレス」のうち、1往復が東武日光駅まで乗り入れ開始。
  - 5月22日：東京スカイツリータウン開業に伴い、平日における日中時間帯の一部列車運休を解除。
- 2013年（平成25年）3月16日：ダイヤ改正を以下の内容で実施。
  - 東京メトロ日比谷線との相互直通運転区間を南栗橋駅まで延長。
  - 区間快速が東武動物公園駅 - 新大平下駅間で快速運転となる。
  - 日中の区間快速を2時間間隔に半減。
  - 南栗橋駅 - 新栃木駅間の普通列車がすべて4両編成に短縮。
  - 朝ラッシュ時の区間急行がすべて南栗橋発着になり8両編成に短縮。これに伴い同駅での増解結作業を廃止。
  - 夕ラッシュ時の区間急行を廃止。
  - 新栃木発着の区間急行が初電・終電の1往復のみになる。
- 2015年（平成27年）
  - 9月10日：関東・東北豪雨による下小代駅構内の土砂流入および新鹿沼駅 - 北鹿沼駅間の土砂流出に伴い[19]、南栗橋駅 - 東武日光駅間が不通となる[20]。
  - 9月11日：南栗橋駅 - 新鹿沼駅間、下今市駅 - 東武日光駅間で運転再開[20]。
  - 9月18日：全線で運転再開[21][22]。
- 2017年（平成29年）
  - 4月1日：幸手桜まつりの開催に合わせて、幸手駅に一部の特急けごん・きりふり、快速・区間快速が臨時停車（同月2・8・9日にも臨時停車）[23]。
  - 4月21日：ダイヤ改正を以下の内容で実施[24][25]。
    - 特急「リバティけごん」「リバティきぬ」「リバティ会津」運転開始。
    - 全線で快速・区間快速を廃止、南栗橋駅以北に急行・区間急行を新設。
    - 南栗橋駅で特別料金不要の一般列車を全列車系統分離。
    - 東武日光駅 - 鬼怒川温泉駅間直通列車を増発。
    - 南栗橋駅 - 新栃木駅間の下り終電を約8分繰り下げて、南栗橋駅23:45発とする。
- 2019年（令和元年）
  - 10月12日：令和元年東日本台風（台風19号）により全線で計画運休[26]。静和駅構内及び新大平下 - 栃木間で線路砕石流出。北鹿沼駅 - 板荷駅間の黒川橋梁で築堤崩壊[27]。
  - 10月13日：東武動物公園駅 - 南栗橋駅間、栃木駅 - 新鹿沼駅間、下今市駅 - 東武日光駅間で運転再開[26]。
  - 10月14日：南栗橋駅 - 栗橋駅間で運転再開[26]。
  - 10月19日：栗橋駅 - 栃木駅間で運転再開[26]。特急の運転が再開[28]。
  - 10月24日：全線で運転再開[26]。JR線直通特急の運転が再開[29]。
- 2020年（令和2年）6月6日：ダイヤ改正を以下の内容で実施[30][31][32]。
  - 特急「しもつけ」運転取りやめ。
  - 南栗橋駅 - 東武宇都宮駅間直通列車を増発。これに伴い、宇都宮線と系統が重複している栃木駅 - 新栃木駅間で減便。
  - 東武日光始発の区間急行1本を急行に格上げし、南栗橋始発の急行1本を区間急行に格下げ[注釈 3]。
  - 南栗橋駅 - 栃木駅間で20400型車両によるワンマン運転を開始。
  - 南栗橋駅 - 新栃木駅間の上り終電を約2分繰り下げて、新栃木駅22:07発とする。下り終電を約2分繰り下げて、南栗橋駅23:47発とする。
  - 平日ダイヤの東武動物公園駅 - 南栗橋駅間の上り終電を約4分繰り下げて、南栗橋駅23:22発とする。
- 2022年（令和4年）3月12日：ダイヤ改正を以下の内容で実施[33][34]。
  - 新栃木駅 - 東武日光駅間で20400型車両によるワンマン運転を開始。
  - 南栗橋駅以北の区間急行を廃止し、普通列車に格下げ。
  - 南栗橋始発の急行1本と東武日光始発の急行を普通列車に格下げし、南栗橋駅以北の上り急行を廃止。
  - 東京メトロ日比谷線との相互直通運転を朝夕ラッシュ時のみに縮小し、日中時間帯の東京メトロ半蔵門線との直通列車を増発。これにより、東武動物公園駅 - 南栗橋駅間での日中時間帯の運転本数は毎時4本から毎時3本へ減便。
  - 快速「AIZUマウントエクスプレス」の東武日光駅乗り入れを廃止。
  - 6050系が運用終了し[35]、当路線を走る普通列車からトイレ付き車両が消滅。

## 運行概況
有料の特急列車が伊勢崎線浅草駅から当線を経て東武日光駅・鬼怒川線方面に直通運転をしている。一方、特別料金不要の一般列車は、全列車が南栗橋駅で系統分離されているため、全線を直通運転する列車は存在しない。南栗橋駅以南では、東京メトロ半蔵門線・東急電鉄田園都市線（渋谷・中央林間方面）直通の急行・準急列車が終日に渡って運行されているほか、朝ラッシュ時や夕方・夜間には東京メトロ日比谷線（中目黒方面）直通の普通列車や浅草駅発着の区間急行・区間準急列車も運行されている。南栗橋駅以南では全ての一般列車が当線内を各駅に停車する。南栗橋駅以北では普通列車のほか特別料金不要の急行列車が運行されている。

### 運行本数
日中1時間あたりの運行本数は以下のようになっている（2022年3月12日現在）。
| 種別＼駅名 | 種別＼駅名 | 東武スカイ ツリーライン （伊勢崎線）内 | 東武スカイ ツリーライン （伊勢崎線）内 | 東武動物公園 | 東武動物公園 | …     | 南栗橋 | 南栗橋 | …     | 新栃木 | 新栃木 | …           | 下今市      | 下今市                 | …                      | 東武日光               |
| ---------- | ---------- | -------------------------------------- | -------------------------------------- | ------------ | ------------ | ----- | ------ | ------ | ----- | ------ | ------ | ----------- | ----------- | ---------------------- | ---------------------- | ---------------------- |
| 運行範囲   | 特急       | 浅草←                                  | 浅草←                                  | 0-2本        | 0-2本        | 0-2本 | 0-2本  | 0-2本  | 0-2本 | 0-2本  | 0-2本  | 0-2本       | 0-2本       | 0-2本                  | 0-2本                  | 0-2本                  |
| 運行範囲   | 特急       | 浅草←                                  | 浅草←                                  | 0-2本        | 0-2本        | 0-2本 | 0-2本  | 0-2本  | 0-2本 | 0-2本  | 0-2本  | 0-2本       | 0-2本       | →鬼怒川温泉 ・会津田島 | →鬼怒川温泉 ・会津田島 | →鬼怒川温泉 ・会津田島 |
| 運行範囲   | 急行       | 中央林間←                              | 中央林間←                              | 3本          | 3本          | 3本   | 3本    |        |       |        |        |             |             |                        |                        |                        |
| 運行範囲   | 普通       |                                        |                                        |              |              |       | 1本    | 1本    | 1本   | 1本    | 1本    | →東武宇都宮 | →東武宇都宮 | →東武宇都宮            | →東武宇都宮            | →東武宇都宮            |
| 運行範囲   | 普通       |                                        |                                        |              | 1本          |       |        |        |       |        |        |             |             |                        |                        |                        |
| 運行範囲   | 普通       |                                        |                                        |              |              |       |        |        |       |        | 0-2本  |             |             |                        |                        |                        |

### 列車種別

#### 特急
以下の列車が運行されている。詳細は各列車記事をそれぞれ参照のこと。
- 東武線内発着
  - 「スペーシアX」
  - 「けごん」・「リバティけごん」
  - 「きぬ」・「リバティきぬ」
- 野岩鉄道・会津鉄道直通列車
  - 「リバティ会津」
- JR線直通列車
  - 「スペーシア日光」
  - 「きぬがわ」

1973年以前は伊勢崎線・日光線内の途中停車駅が下今市駅だけであり、1957 - 1986年には浅草駅 - 東武日光駅間をノンストップで走る「けごん」も設定されていたが、1973年のダイヤ改正から上り全列車が北千住駅に停車するようになったのち1986年からは上下全列車が下今市駅に停車するようになり、その後も新栃木駅・新鹿沼駅・春日部駅と停車駅が増え、現在は日光・鬼怒川方面に直通する全列車が栃木駅以北の各主要駅（新栃木駅は除く）に停車している。
2006年から2017年にかけて平日夜間に1本運行されていた浅草駅発南栗橋駅行き「きりふり」は、東武動物公園駅 - 南栗橋駅間で各駅に停車していたため、乗車時の特例（特別料金が不要となる）が設けられていた。
このほか、2022年3月6日まで「きりふり」、2020年6月5日まで宇都宮線直通の「しもつけ」（新型コロナウイルス感染拡大防止のため「しもつけ」含む一部の特急が同年4月25日から6月5日まで運休となったため、4月24日で運転終了）が設定されていた。

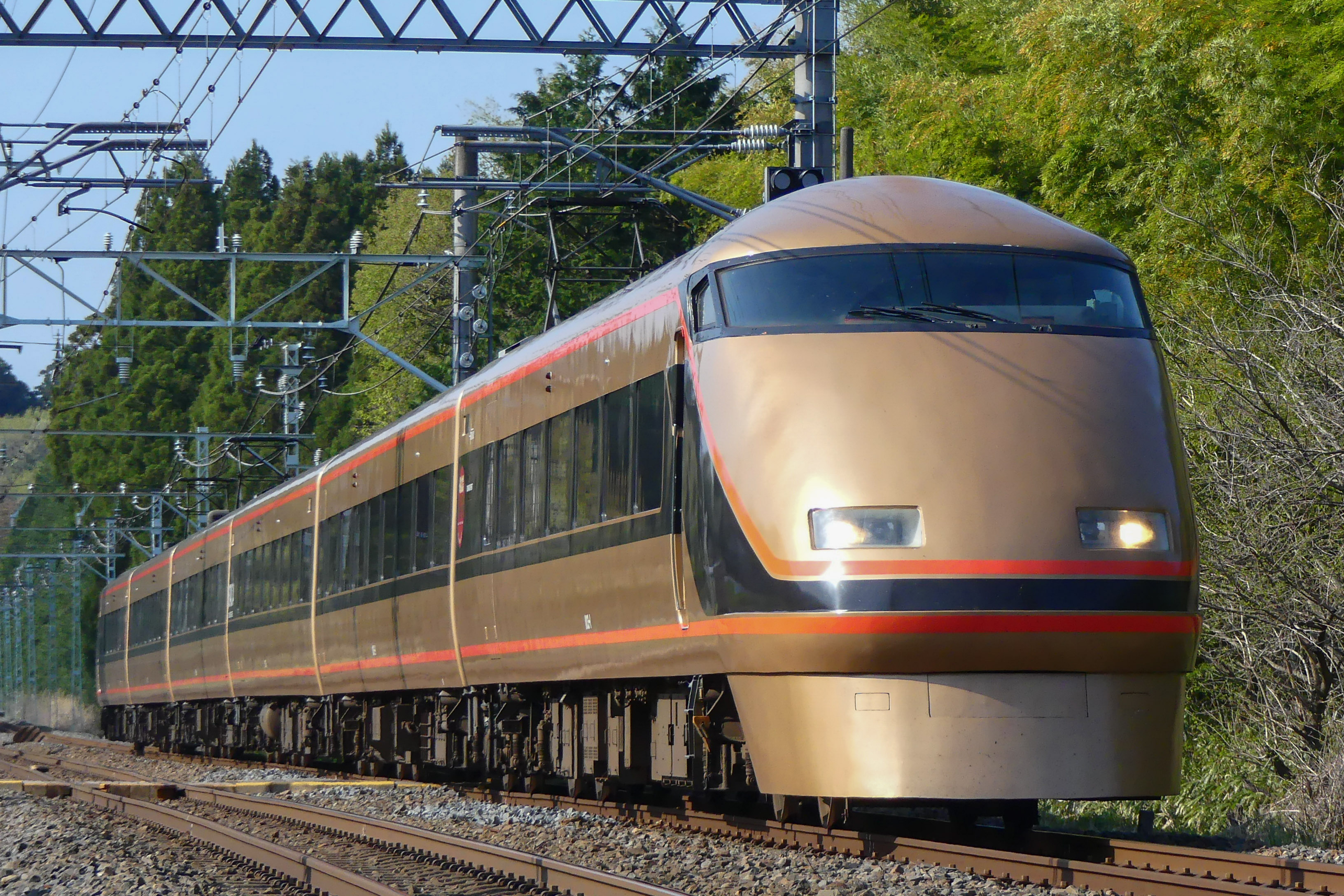
特急「スペーシア」
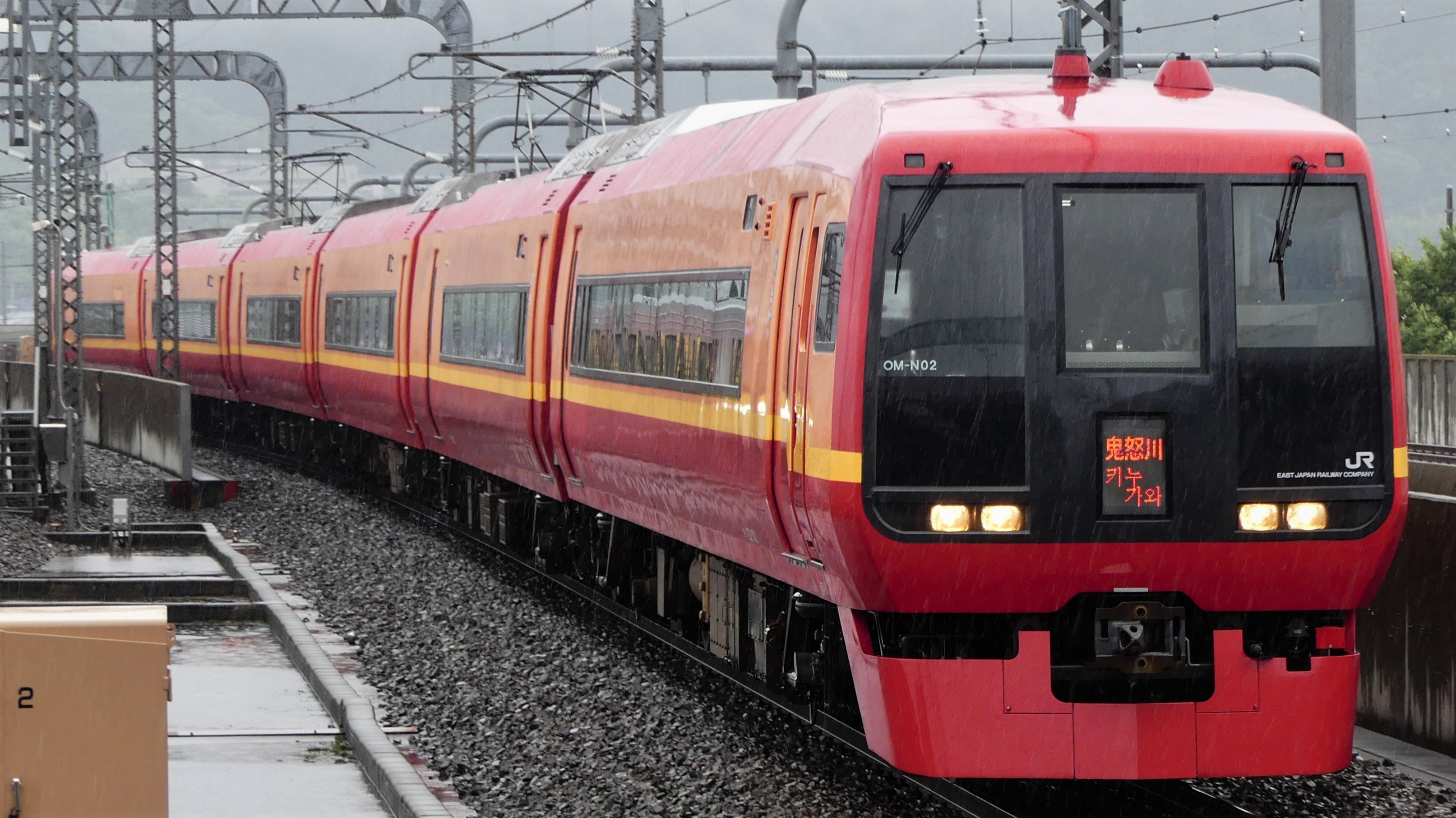
特急「きぬがわ」

#### 急行（南栗橋駅以北）
南栗橋駅 - 東武日光駅間で運行され、全区間で速達運転を行っている。南栗橋駅で浅草方面の列車と、下今市駅で新藤原駅方面の列車とそれぞれ接続する。
2017年4月21日ダイヤ改正において、それまで運行されていた快速の代替として設定され、当初は朝時間帯に下りのみ4本設定された。車両は快速から引き続き6050系で運用されるが、有効長と運用の関係から4両での運転となっている。2020年6月6日ダイヤ改正より、下り1本が区間急行に格下げ、上り1本が区間急行より格上げされ、朝時間帯に下り3本、夕方に上り1本が運行されている。停車駅は2017年4月20日までの快速の停車駅に南栗橋駅・栗橋駅を追加したものである。定期列車のほか、鬼怒川線内発着（鬼怒川線内は各駅に停車）の臨時列車が設定されることがある。
2022年3月12日のダイヤ改正で、上りは普通列車に格下げられて全廃、下りも1本が普通列車に格下げとなり2本に削減された。また、2021年11月16日より6050系に代わって20400型が使用されている。

#### 急行（南栗橋駅以南）・準急
南栗橋駅以南で運行され、一部列車を除いて押上駅から東京メトロ半蔵門線・東急田園都市線経由で長津田駅・中央林間駅まで直通運転をしている。急行は東武動物公園駅基準で上りは5 - 21時台、下りは8 - 24時台に運行されている。準急は急行が運行されていない時間帯および朝ラッシュ時の上りに運行されている。多くの列車が南栗橋駅で新栃木駅方面発着の普通列車に接続する。10両編成で運行されている。運行開始は半蔵門線直通列車の運行開始に伴う2003年3月19日ダイヤ改正で、それぞれ通勤準急・区間準急として新設された。新設当初は通勤準急がラッシュ時のみ、区間準急がラッシュ以外の時間帯に毎時1本、中央林間駅 - 南栗橋駅間で直通運転を行っていた（このほか、日中の区間準急は東武動物公園駅発着が毎時2本あり）。2006年3月18日のダイヤ改正により列車種別が急行・準急に変更され、急行・準急についてはほぼ現在の運行体制になった。

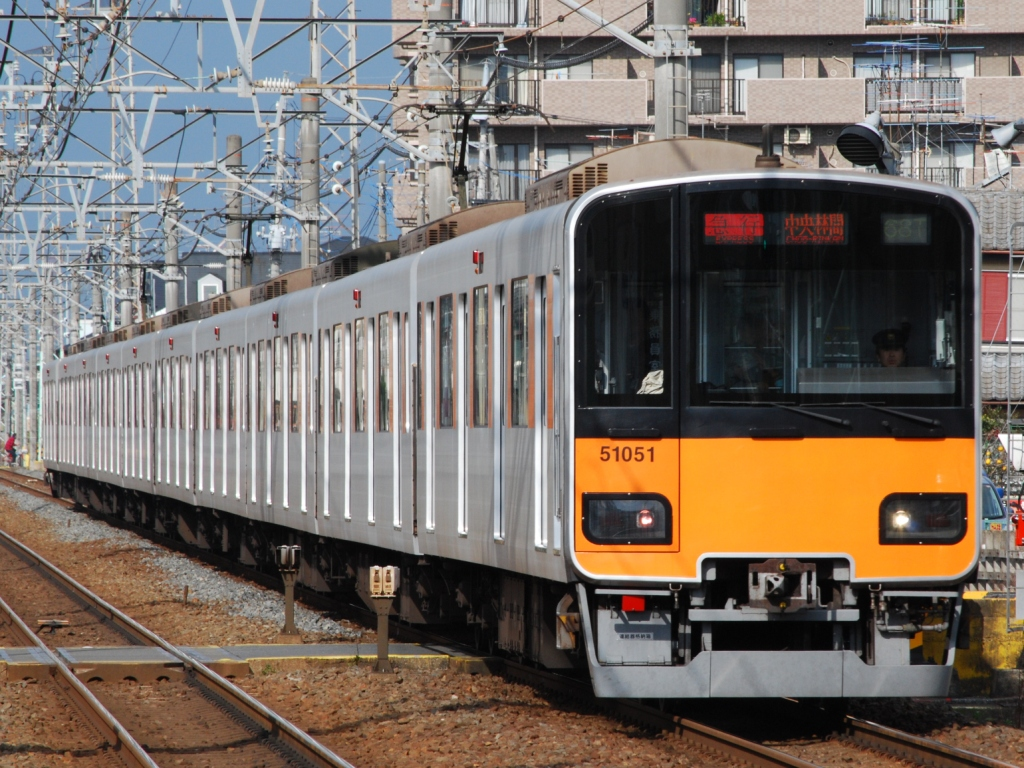
半蔵門線・田園都市線直通列車で運用される50050型

#### 区間急行・区間準急
浅草駅・北千住駅 - 南栗橋駅間で運転される。
区間急行については東武動物公園駅基準で、下りは、平日5 - 8・24時台、、休日5 - 10・23 - 24時台に、上りは5 – 8時台に運行されている。6両編成が基本だが朝ラッシュ時などは8両編成で運転される場合もある。後述の通り、かつては浅草駅方面より南栗橋駅以北にも直通運転をしていた。一部は10両編成でも運転されており、新栃木駅方面発着の区間急行の連結・切り離し作業が南栗橋駅で行われる列車もあった。
区間急行は2006年3月18日のダイヤ改正前までは準急として運行されていた。かつては、浅草駅方面より新栃木駅を経て東武日光駅方面や東武宇都宮線に直通する準急が多数運行されていたが、1990年頃より日中の時間帯を中心に新栃木駅での系統分離（新栃木駅以南の準急と新栃木駅以北の普通への分離）が進んでいった。準急が区間急行に種別名変更された2006年3月18日のダイヤ改正からは昼間時の区間急行の設定並びに東武宇都宮線への直通列車が廃止され、新栃木駅で連結・切り離し作業を行う東武日光駅・東武宇都宮駅発着列車も廃止された。ただし、この改正では、それまで運行の無かった会津鉄道会津線会津田島駅発の列車が、事実上の快速の格下げとしてではあるが1本設定され、一時的に運行区間が拡大している。2009年6月6日には上述の会津田島駅発の列車を含め、新栃木駅以北の東武日光駅方面との直通運転が廃止された。2013年3月16日からは急行以下の列車が原則として南栗橋駅で系統分離され、南栗橋駅を直通して運行される列車は、快速・区間快速列車用の6050系の間合い運用による新栃木駅発着の1往復のみとなった。2017年4月21日のダイヤ改正で「リバティ」運行開始に伴い、快速・区間快速が廃止されたため間合い運用の新栃木駅発着の1往復も廃止となり、浅草駅方面から南栗橋駅以北に直通する列車がなくなった。なお、この改正では従来の区間急行の運行がなくなった南栗橋駅以北に別系統の区間急行が新設されている。快速運行開始前、運行終了後の時間帯に、快速列車用の6050系で運行される東武日光駅・会津田島駅発着の区間急行（準急時代含む）は、日光・鬼怒川方面へのダイヤ案内上、快速列車と同格として扱われる場合もあった。
区間準急は1997年3月25日に運転を開始。主に、北千住駅 - 南栗橋駅間で30分おきに運転されていた。2003年3月19日から北千住駅発着・浅草駅発（1本のみ）の列車のほか、前述の通り、現在の準急に相当する列車にも区間準急の種別名が振られた。2006年3月18日からは浅草駅・北千住駅発着系統の種別となったが日光線の設定が大幅に減少した。また、北千住行きも2009年6月6日に廃止されたが2013年3月16日より平日朝に南栗橋発が1本再設定され、2017年4月21日より土休日朝に変更された。なお、南栗橋駅以北への直通列車が設定されたことは当初よりない。

#### 普通
以下の系統が運行されている。
（北千住駅方面 - ）東武動物公園駅 - 南栗橋駅間
北千住駅発着の早朝の下り1本と夜間の上り1本以外全ての列車が同駅より東京メトロ日比谷線に直通し、南千住駅止まりの上り1本と霞ケ関駅始発の下り1本を除き、中目黒駅 - 南栗橋駅で運行されている。日比谷線直通列車は2003年3月19日から南栗橋発の上り1本のみ設定されていたが、2013年3月16日のダイヤ改正で上下線とも終日設定され、運行本数が大幅に増加した。昼間時には1時間に2本ほど運行され、前述の急行とあわせ、東武動物公園駅 - 南栗橋駅間を各駅に停車する列車が1時間に4本設定された。2013年3月16日のダイヤ改正までは普通列車の設定自体が1日数本のみであったが、他の種別の列車によりこの区間を各駅に停車する列車は日中毎時4本が確保されていた。しかし、2022年3月12日のダイヤ改正で日中の日比谷線直通列車は北春日部駅または東武動物公園駅までの運転となったため、この区間の普通列車は朝晩のみの運行となった。これに伴い、日中にこの区間を各駅に停車する列車は毎時3本の急行のみとなった。
東武動物公園駅で浅草 - 館林駅間の区間急行、または半蔵門線 - 久喜駅間の急行と接続を行う列車がある。
2017年4月21日のダイヤ改正までは毎日早朝の下り1本（東武動物公園発新栃木行き203列車）が南栗橋駅を越えて直通する唯一の普通列車として設定されていたが、同日のダイヤ改正後は浅草発東武動物公園行き区間急行2701列車が南栗橋行きに延長されるのに合わせて南栗橋駅発に短縮された。一方、日比谷線直通列車以外の普通列車はもともと設定本数が少なかったものの、同改正前までは南栗橋発の上り最終列車として浅草行きが設定されていた（土休日は22時台に他に1本あり）。同日の改正で設定がなくなったことで、平日夜間の上り北千住行1本を除き日比谷線に直通しない普通列車がなくなった。
南栗橋駅 - 新栃木駅（ - 東武宇都宮駅）間
4両編成のワンマン列車で、1時間に2 - 3本程度運行される。栃木駅で特急列車と、新栃木駅で東武日光駅方面の列車との接続がそれぞれ考慮されている。2020年6月6日のダイヤ改正より大半の列車が新栃木駅から東武宇都宮線に直通し、南栗橋駅 - 東武宇都宮駅間で直通運転する形となったが、新栃木駅以北のワンマン運転が開始された2022年3月12日ダイヤ改正で南栗橋駅 - 東武日光駅間、南栗橋駅 - 東武宇都宮駅間の列車が交互に運行される形態となった。
2006年3月18日のダイヤ改正以前は早朝・夜間の一部列車を除き普通列車の設定はされておらず、終日運行されていた新栃木駅発着の（旧）準急が南栗橋駅 - 新栃木駅間の各駅停車の役割を担っていた。しかし、同ダイヤ改正で南栗橋駅で系統分離され、日中は南栗橋駅 - 新栃木駅間のみを結ぶ6両編成の各駅停車が中心となり、元の準急は区間急行へ名称が変更された上で運行時間帯も朝と夜のみと大幅に縮小された。2013年3月16日のダイヤ改正により大多数の列車が南栗橋駅 - 新栃木駅間で4両編成での往復運転となった。
2011年夏には東日本大震災の影響による電力需要抑制への対応として、昼間時間帯の一部普通列車を運休していたが、2012年5月22日の東京スカイツリーグランドオープンに合わせて終了した。ただし、この当時のダイヤは、区間快速がこの区間の各駅に停車していたため、この区間で各駅に停車する列車は最低毎時2本は確保されていた。
なお、2020年6月6日ダイヤ改正で南栗橋駅 - 東武宇都宮駅の直通列車が増発される前は、栃木 - 新栃木駅の1駅間のみ当線に乗り入れている栃木駅発着の宇都宮線直通列車が多数あった。同改正後も宇都宮線直通列車の一部は栃木駅発着で運行されていたが、2022年3月のダイヤ改正以降は早朝・夜間の一部を除いて新栃木駅折り返しとなっている。
（南栗橋駅 - 栃木駅 - ）新栃木駅 - 東武日光駅（・新藤原駅）間
4両編成のワンマン列車で、昼間時は南栗橋駅 - 新栃木駅 - 東武日光駅間で1時間に1本（60分間隔）で運行されている。大部分の列車が新栃木駅で宇都宮線内の折り返し列車と同一方向で接続をとっている。一部の列車は栃木駅もしくは新栃木駅発着で運行されている。また、下今市駅から鬼怒川線新藤原駅まで直通する列車もある。
以前より同区間を各駅に停車する列車が概ね毎時1本設定されているが、2006年3月18日のダイヤ改正から区間快速（日光線内各駅停車）が日中毎時1本、2013年3月16日のダイヤ改正からは日中2時間毎に1本（新大平下駅以北のみ各駅停車）が運行されており、これらと合わせて概ね毎時1本の設定となっていたため、普通の設定本数が現在より若干少なかった。
2017年4月21日のダイヤ改正からは、一部の新栃木駅発着の列車が南栗橋駅まで延長されたが、2020年6月6日ダイヤ改正による南栗橋駅 - 東武宇都宮駅間の直通運転拡大に伴い、大部分の列車が新栃木駅発着に戻された。しかし、新栃木駅以北のワンマン運転が開始された2022年3月12日ダイヤ改正により、再び大部分が南栗橋駅まで延長されている。
下今市駅 - 東武日光駅間
鬼怒川線方面発着の特急列車に接続する区間列車が運行されている。2022年3月12日ダイヤ改正以前は、上今市駅を通過する「特急連絡」と案内される列車もあった（「けごん#下今市駅接続の連絡列車」を参照）。
また、2017年4月21日の改正で下今市駅でスイッチバックを行う鬼怒川線 - 下今市駅 - 東武日光駅間直通の普通列車が再設定された。

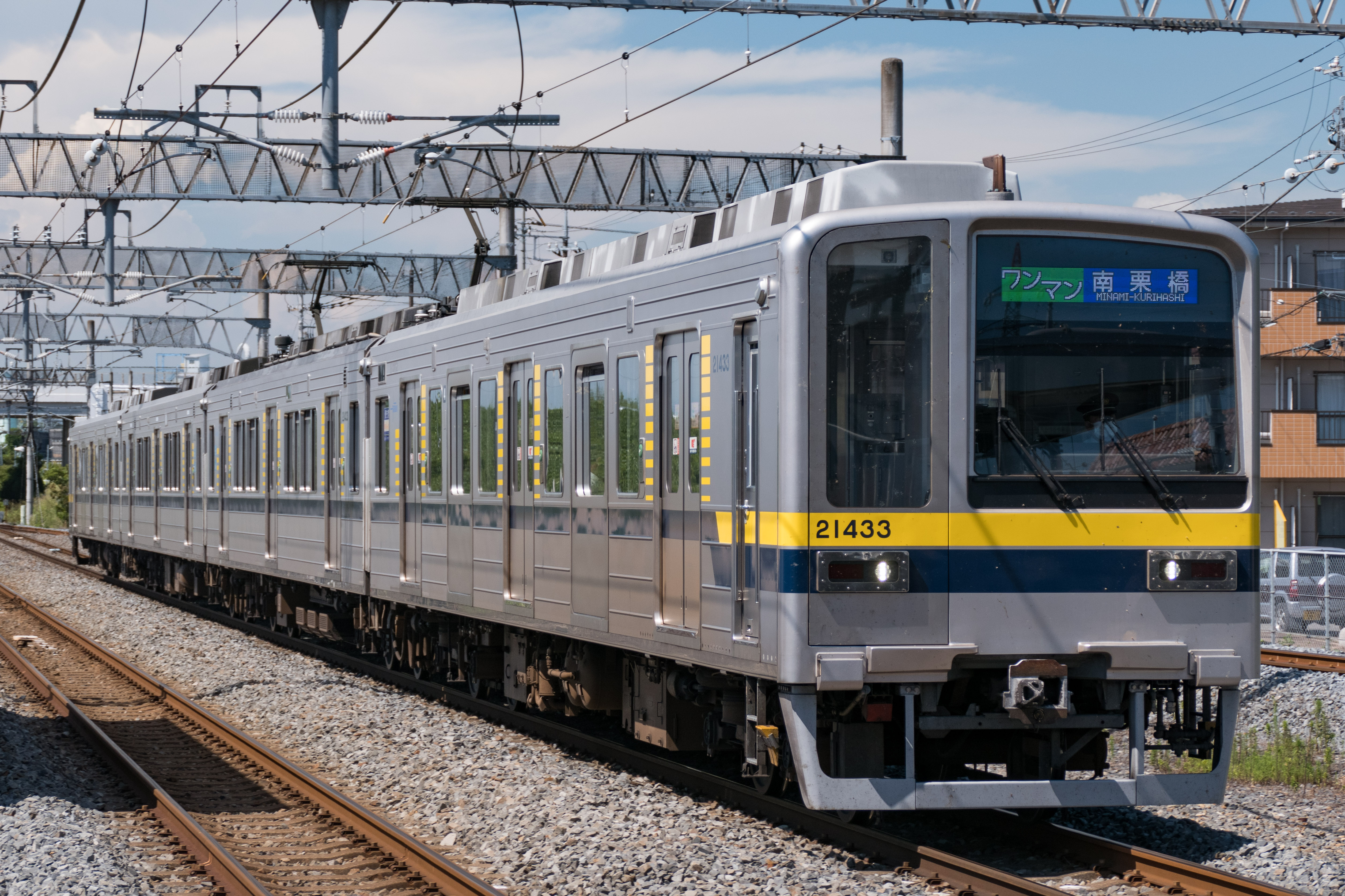
南栗橋駅 - 東武日光駅間で運用される20400型

#### 「SL大樹ふたら」
2021年10月16日より、東武日光駅 - 下今市駅・鬼怒川温泉駅間で運行されている蒸気機関車牽引の臨時列車。
2020年10月の運転開始当初は団体専用扱いであった。

### 過去の列車種別

#### 区間急行（南栗橋駅以北）
南栗橋駅 - 東武日光駅・新藤原駅間で運行され、新大平下駅以北は各駅に停車していた。南栗橋駅で浅草方面の列車と、下今市駅で新藤原駅・東武日光駅方面とそれぞれ接続していた。
2017年4月21日ダイヤ改正において、それまで運行されていた区間快速の廃止に伴って新設され、当初は上りのみ朝3本、夕方3本の計6本が設定され、初発の上り1本のみ新藤原駅始発で設定された。車両は区間快速から引き続き6050系で運用されるが、有効長と運用の関係から4両での運転となっていた。2020年6月6日ダイヤ改正より、下り1本が急行より格下げ、上り1本が急行に格上げされ、上りが朝3本と夕方2本の計5本、下りが午前中に1本運行されていた。停車駅は2017年4月20日までの区間快速の停車駅に南栗橋駅・栗橋駅を追加したものである。また、2021年7月1日より20400型も区間急行の運用に入るようになっていた。
2022年3月12日のダイヤ改正では、上り5本・下り1本すべてが廃止され普通列車に格下げされた。
2006年3月18日のダイヤ改正より2017年4月20日まで同区間に設定されていた区間急行については「区間急行・区間準急」の節を参照。

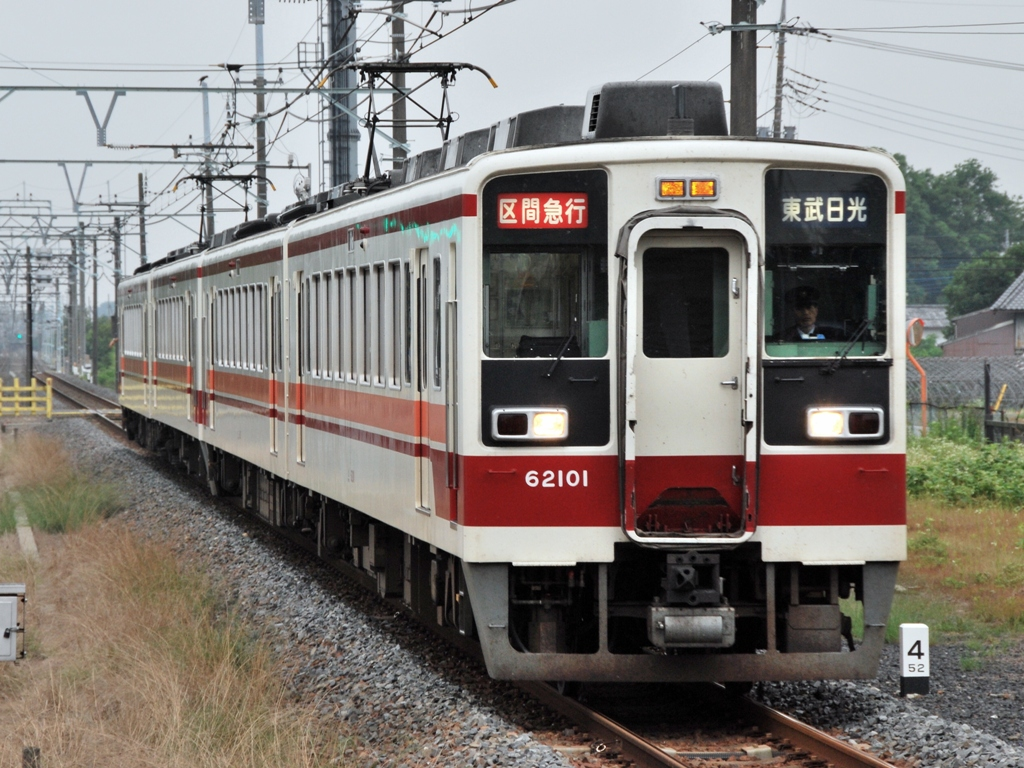
区間急行として運用中の6050系

#### 快速・区間快速

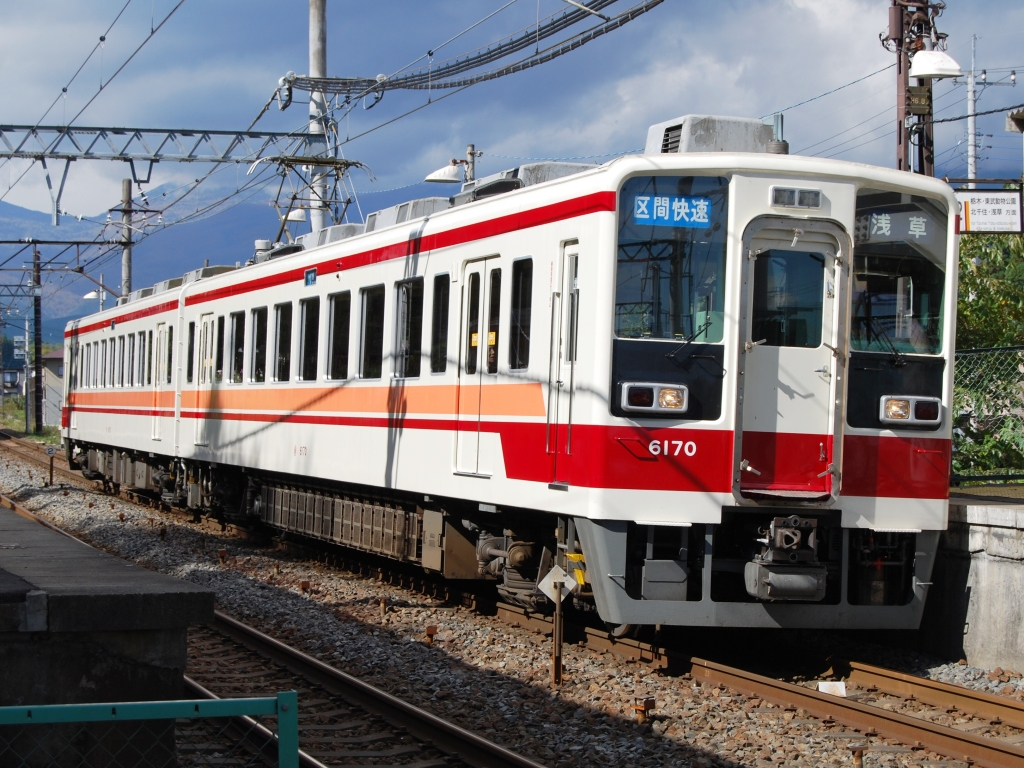
快速・区間快速で運用されていた東武6050系

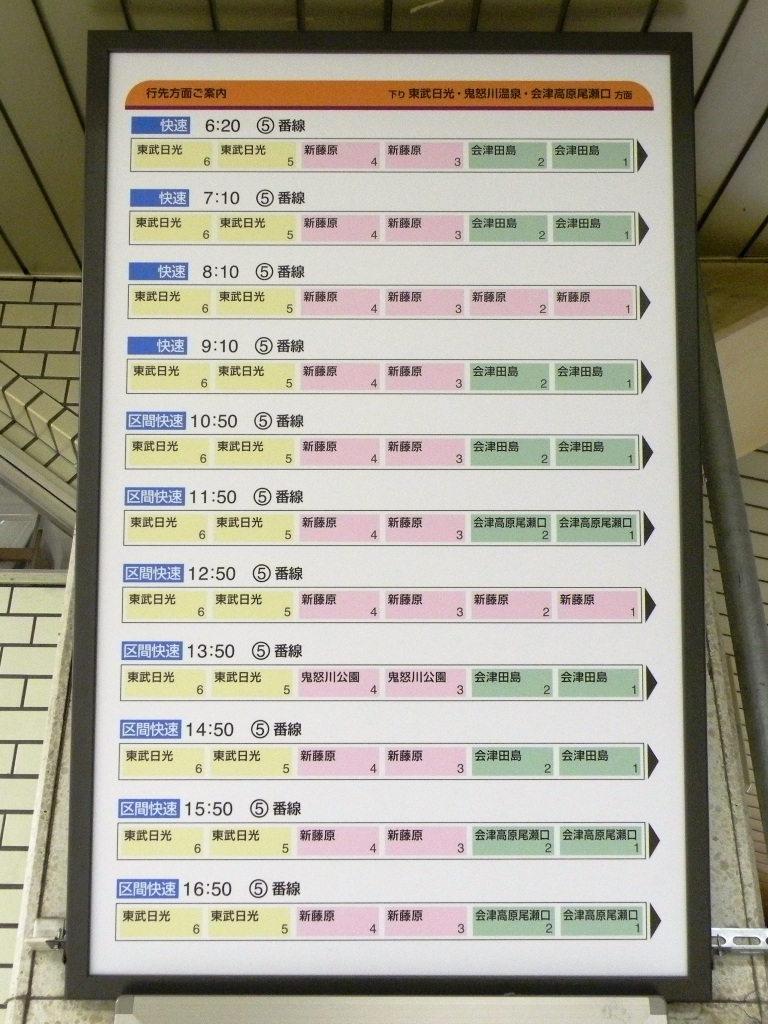
浅草駅5番線に掲示されていた快速・区間快速発車案内板（2009年6月6日改正時点）
2009年7月撮影

快速・区間快速は特急を補完する列車と位置付けられ、浅草駅 - 東武日光駅間と鬼怒川線・野岩鉄道線経由で会津鉄道線の会津田島駅間で運行され、定期列車の全便で6050系が使用された。
快速は1965年、専用車両となる6000系の登場により、従来の準快速と従前の（観光）快速を統合する形で運行を開始した。当初は一部有料の座席指定席が設けられていたが廃止された。
1997年3月25日に板倉東洋大前駅が開業するまでは、東武動物公園駅 - 新大平下駅間の40.1 kmをノンストップで運転していた。これは一般列車がノンストップで運転される距離としては、関東私鉄では最長のものであった。
2006年3月18日からは昼間時以降の快速が廃止され、新設の区間快速（日光線内各駅停車）がこの時間帯に運行されるようになった。2013年3月16日からは区間快速の快速運転区間が新大平下駅以南までに拡大したが、2時間間隔の運行へと減便された。
運用上、始発駅基準で下りは17時以降、上りは19時以降に出発する列車はなかった。
下今市駅・鬼怒川公園駅・新藤原駅で編成の増解結が行われていた。時間帯によって多少異なるが、主な編成パターンは下記の通りになっていた。
|      | ← 浅草東武日光・会津田島 → |          |                   |                   |                         |                         |
| 号車 | 6                          | 5        | 4                 | 3                 | 2                       | 1                       |
| 行先 | 東武日光                   | 東武日光 | 鬼怒川公園 新藤原 | 鬼怒川公園 新藤原 | 会津田島 会津高原尾瀬口 | 会津田島 会津高原尾瀬口 |
| 行先 | 東武日光                   | 東武日光 | 新藤原            | 新藤原            | 新藤原                  | 新藤原                  |

2009年6月5日までは下り列車の進行方向前寄りが東武日光行、後寄りが鬼怒川温泉方面行だった。
かつては下今市駅での分割・併合が行われず、鬼怒川線内も6両編成で運行する快速があった。当該列車は下今市駅で東武日光方面への快速連絡列車と接続したほか、大谷向駅・大桑駅・小佐越駅はホーム長が4両分のみであったため、当該駅では後ろ2両のドアを開けないようにする必要が生じた。このため、前から4両目にも車掌が乗務し、当該駅では前4両のみドア開閉を行っていた。
| 停車駅   | 停車駅 | 浅草 | とうきょうスカイツリー | 北千住 | 春日部 | 東武動物公園 | …  | 南栗橋 | 栗橋 | … | 板倉東洋大前 | … | 新大平下 | 栃木 | 新栃木 | … | 新鹿沼 | … | 下今市 | 上今市 | 東武日光 | 備考                                                 |
| -------- | ------ | ---- | ---------------------- | ------ | ------ | ------------ | -- | ------ | ---- | - | ------------ | - | -------- | ---- | ------ | - | ------ | - | ------ | ------ | -------- | ---------------------------------------------------- |
| 快速     | 1965年 | ●    | ―                      | ●      | ●      | ●            | ―  | ×      | ―    | ― | ×            | ― | ●        | ●    | ●      | ― | ●      | ― | ●      | ―      | ●        |                                                      |
| 快速     | 1997年 | ●    | ―                      | ●      | ●      | ●            | ―  | ―      | ―    | ― | ●            | ― | ●        | ●    | ●      | ― | ●      | ― | ●      | ―      | ●        | 板倉東洋大前駅開業                                   |
| 快速     | 2006年 | ●    | ―                      | ●      | ●      | ●            | ―  | ○      | ―    | ― | ●            | ― | ●        | ●    | ●      | ▲ | ●      | ▲ | ●      | ▲      | ●        | 日中は全列車区間快速に格下げ                         |
| 快速     | 2013年 | ▼    | ▼                      | ▼      | ▼      | ▼            | ―  | ○      | ―    | ― | ▼            | ― | ▼        | ▼    | ▼      | ― | ▼      | ― | ▼      | ―      | ▼        | とうきょうスカイツリー駅停車、上り定期列車廃止       |
| 急行     | 2017年 | ＝   | ＝                     | ＝     | ＝     | ＝           | ＝ | ▼      | ▼    | ― | ▼            | ― | ▼        | ▼    | ▼      | ― | ▼      | ― | ▼      | ―      | ▼        | 南栗橋以南の直通運行を廃止し、種別名を変更           |
| 急行     | 2020年 | ＝   | ＝                     | ＝     | ＝     | ＝           | ＝ | ●      | ●    | ― | ●            | ― | ●        | ●    | ●      | ― | ●      | ― | ●      | ―      | ●        | 2022年3月12日のダイヤ改正にて上り定期列車廃止        |
| 区間快速 | 2006年 | ●    | ―                      | ●      | ●      | ●            | ●  | ●      | ●    | ● | ●            | ● | ●        | ●    | ●      | ● | ●      | ● | ●      | ●      | ●        | 新設                                                 |
| 区間快速 | 2013年 | ●    | ●                      | ●      | ●      | ●            | ―  | ―      | ―    | ― | ●            | ― | ●        | ●    | ●      | ● | ●      | ● | ●      | ●      | ●        | とうきょうスカイツリー駅停車、新大平下まで快速運転化 |
| 区間急行 | 2017年 | ＝   | ＝                     | ＝     | ＝     | ＝           | ＝ | ▲      | ▲    | ― | ▲            | ― | ▲        | ▲    | ▲      | ▲ | ▲      | ▲ | ▲      | ▲      | ▲        | 南栗橋以南の直通運行を廃止し、種別名を変更           |
| 区間急行 | 2020年 | ＝   | ＝                     | ＝     | ＝     | ＝           | ＝ | ●      | ●    | ― | ●            | ― | ●        | ●    | ●      | ● | ●      | ● | ●      | ●      | ●        | 2022年3月12日のダイヤ改正にて廃止                    |
| 臨時     | 2017年 | ○    | ○                      | ○      | ○      | ○            | ―  | ○      | ○    | ― | ○            | ― | ○        | ○    | ○      | ― | ○      | ― | ○      | ―      | ○        | 多客時のみ運行                                       |

- 凡例 ●：停車 ▼：下り列車のみ停車 ▲：上り列車のみ停車 ○：臨時列車のみ停車 ×：未開業 ―：通過 ＝：運行しない
- 東武動物公園駅は1981年3月15日まで杉戸駅と称した。
- とうきょうスカイツリー駅は2012年3月16日まで業平橋駅と称した。

##### 快速
料金不要の一般列車では最速達であり、廃止直前時点で定期列車としては下り4本のみ運行されていた。所要時間は浅草駅 - 東武日光駅間で2時間程度（表定速度は約70 km/h）、浅草駅 - 会津田島駅間で約3時間半である。
観光シーズンの休日には浅草駅・北千住駅・東武動物公園駅・南栗橋駅 - 東武日光・鬼怒川温泉方面の臨時列車も運転されている（南栗橋駅発着は急行に接続する）。臨時列車では8000系・10000系・30000系などの通勤形車両（ロングシート車両）が使用されることがある。
また、2007年のゴールデンウィークからは、かつての急行りょうもう専用車両である1800系が使用されることもあった。
過去には臨時列車や団体専用列車・修学旅行専用列車格のものとして「たびじ」や「林間学校」の愛称を与えられるものもあった。
区間快速運行開始以前は上下列車ともに設定があり、朝の浅草駅行きの上り2本のみが新大平下駅までの区間を各駅停車で運行していた。2006年3月18日からは浅草駅行き上り定期列車は新大平下駅までの区間を各駅停車で運行するもののみが残存した。2013年3月16日より区間快速の停車駅が見直され、この2本が新ダイヤにおける区間快速の停車駅と同じとなったことから、列車種別が区間快速に変更され、浅草駅行きの上り定期列車が廃止された。
2017年4月21日ダイヤ改正で運行区間・時間帯を縮小のうえ、南栗橋駅発東武日光駅行きの急行に置き換えられた。同改正直後の2017年のゴールデンウィークに運転された浅草駅発着の臨時列車は、かつての快速停車駅に加え、新設された急行列車の停車駅となった南栗橋駅と栗橋駅にも停車した。そのため、駅のポスターや発車標および駅員による放送、6050系の種別では「快速」と案内されずに「臨時」と案内された（1800系は当初から「臨時」）。ただし、同改正以前に、南栗橋駅発着（栗橋駅は通過）の臨時快速が運行されたことがある。

##### 区間快速
浅草駅 - 新大平下駅間を快速と同じ停車駅で運行し、新大平下駅 - 東武日光駅・会津田島駅間では各駅に停車する。所要時間は浅草駅 - 東武日光駅間で約2時間30分程度、浅草駅 - 会津田島駅間で4時間台である。快速同様に、下り列車は下今市駅で東武日光駅行き編成と会津田島駅（新藤原駅）行き編成を切り離し、上り列車では東武日光駅発編成と会津田島駅（新藤原駅）発編成を連結する。
区間快速は2006年3月18日から設定され、浅草駅 - 東武動物公園駅間を快速運転し日光線内を各駅に停車する種別として設定された。東武動物公園駅 - 新栃木駅間における快速通過駅での停車本数増加と、新栃木駅 - 東武日光駅間の普通列車の取り込みを目的としていたため、2013年3月15日までは、昼間時の栗橋駅 - 静和駅間の快速通過駅の停車本数が前後のダイヤと比べて1時間あたり1本分多かった。また、新栃木駅 - 東武日光駅間では特急以外の昼間時の運行列車が1時間あたり1本の区間快速のみとなっていた。
こちらも2017年4月21日ダイヤ改正で廃止となり、運行区間・時間帯を縮小のうえ、東武日光駅（朝1本のみ新藤原駅）発南栗橋駅行きの区間急行に置き換えられた。

##### かつての準快速
この列車の前身としては、1958年 - 1965年に運行された準快速・快速が挙げられる。
前者は、当初準急Aと称されたが、これには長距離運行を前提としたセミクロスシート改造車であるモハ3210形・クハ250形が使用され、後者には急行用とされたモハ5310形・モハ5320形・5800形が使用されたとされる。そのため、停車駅・運用法などで変化させていたが、ともに車両の陳腐化などにより、6000系の快速列車へ移行した。
ただし、夏期など繁忙期には前述の専用車両では所定の運用ができず、戦前製造のデッカー車のうち、長距離運用に整備がされていないロングシート車両が使用されたとされる。このあたりは、後年前記の快速に8000系を使用するものに通ずるが、8000系の場合列車便所こそないものの座席としてはそれなりに座り心地がよく使用することができたとされる。また、中には荷物室合造車が連結されることがあったといわれる。
準快速列車の停車駅は浅草駅・北千住駅・春日部駅・杉戸駅（現・東武動物公園駅）・新大平下駅（一部列車のみ停車）・栃木駅からは各駅停車であった。2013年3月16日改正ダイヤでの区間快速停車駅とほぼ同じである。
「準快速」の名称は廃止後、九州旅客鉄道（JR九州）が2004年に採用するまで、日本では使用されなかった。

#### 快速「AIZUマウントエクスプレス」
2012年3月17日から2022年3月11日まで会津鉄道から「AIZUマウントエクスプレス」が鬼怒川線経由で下今市駅 - 東武日光駅間に乗り入れていた。種別は「快速」であるが、前述の快速と異なり、日光線内は各駅に停車していた。

## 使用車両
下記に記載されていない車両についても回送や試運転などで当線内を走行する場合があるが、本節では省略する。
当路線では新鹿沼以北で連続勾配区間が存在するが、当路線より条件の厳しい区間の存在する近鉄大阪線・南海高野線・神戸電鉄などと異なり、抑速ブレーキ付きでなければ入線出来ないといった確たる制約は開通時（旧性能車の時代）より存在しない。この点は西武秩父線と共通する。ただし抑速ブレーキ付き新性能車の登場以降は、抑速ブレーキのない車両については専ら普通列車や臨時列車としての入線が主となった。

### 自社車両
- N100系（特急「スペーシアX」用）
- 100系（特急「けごん」・「きぬ」・「スペーシア日光」用）
- 500系（特急「リバティけごん」・「リバティきぬ」・「リバティ会津」・「尾瀬夜行」「スノーパル」用）
- 634型（臨時特急・団体専用）
- 10000型・10030型・10050型（南栗橋以南）
  - 浅草方面からの区間準急や区間急行としての運用。2020年6月6日のダイヤ改正にて、南栗橋駅以北の20400型によるワンマン運転開始に伴い、南栗橋駅以北の運用からは撤退した。
- 20400型（南栗橋以北対応）
  - ワンマン対応。宇都宮線や鬼怒川線（下今市 - 新藤原間）でも使用されている。2021年以降は、区間急行や急行にも使用されている。2022年3月12日のダイヤ改正で6050系を完全に置き換え、ワンマン区間も東武日光駅まで拡大された。
- 50000型・50050型（南栗橋以南）
  - 半蔵門線および東急田園都市線直通対応。
- 70000型・70090型（南栗橋以南）
  - 日比谷線直通対応。

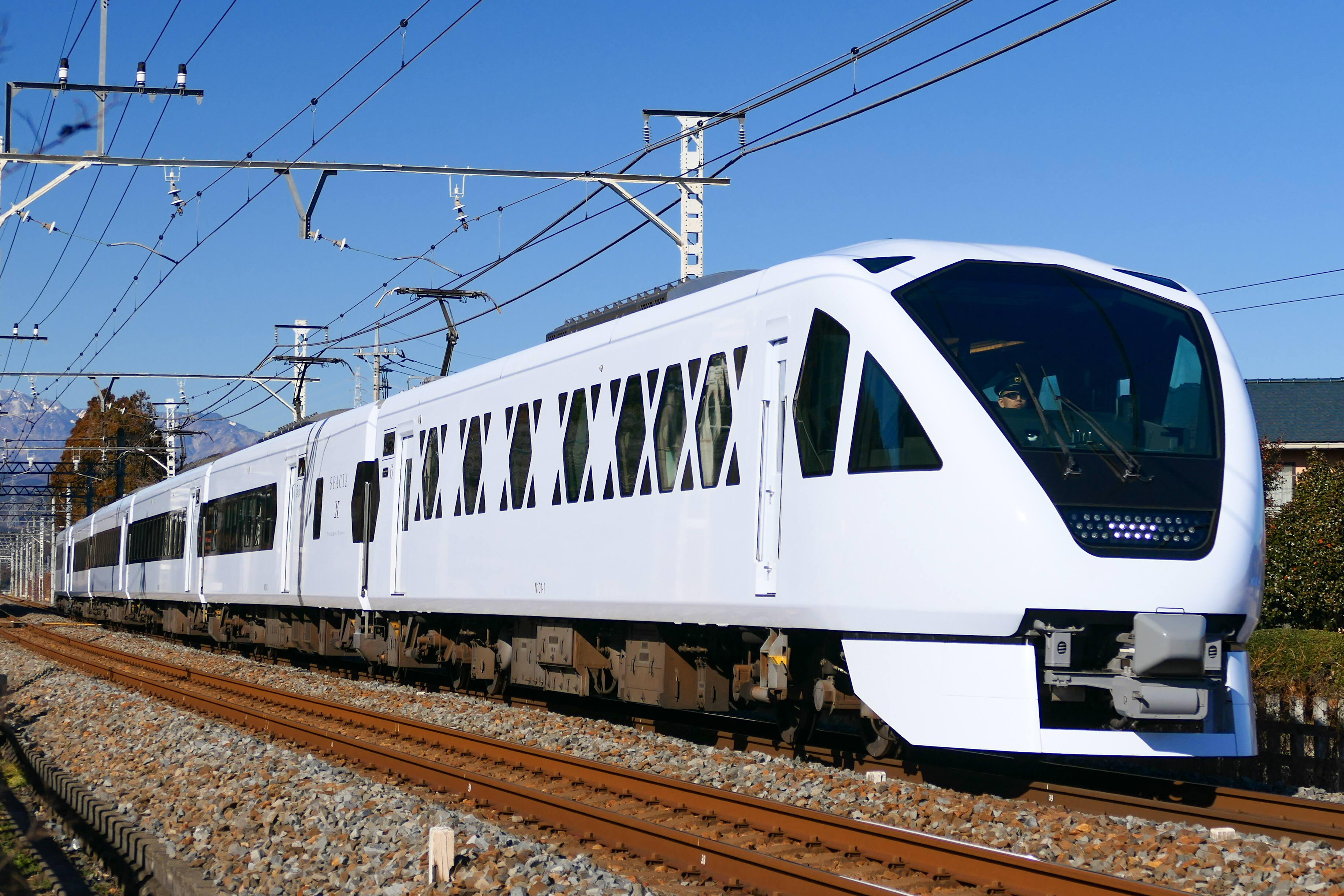
N100系
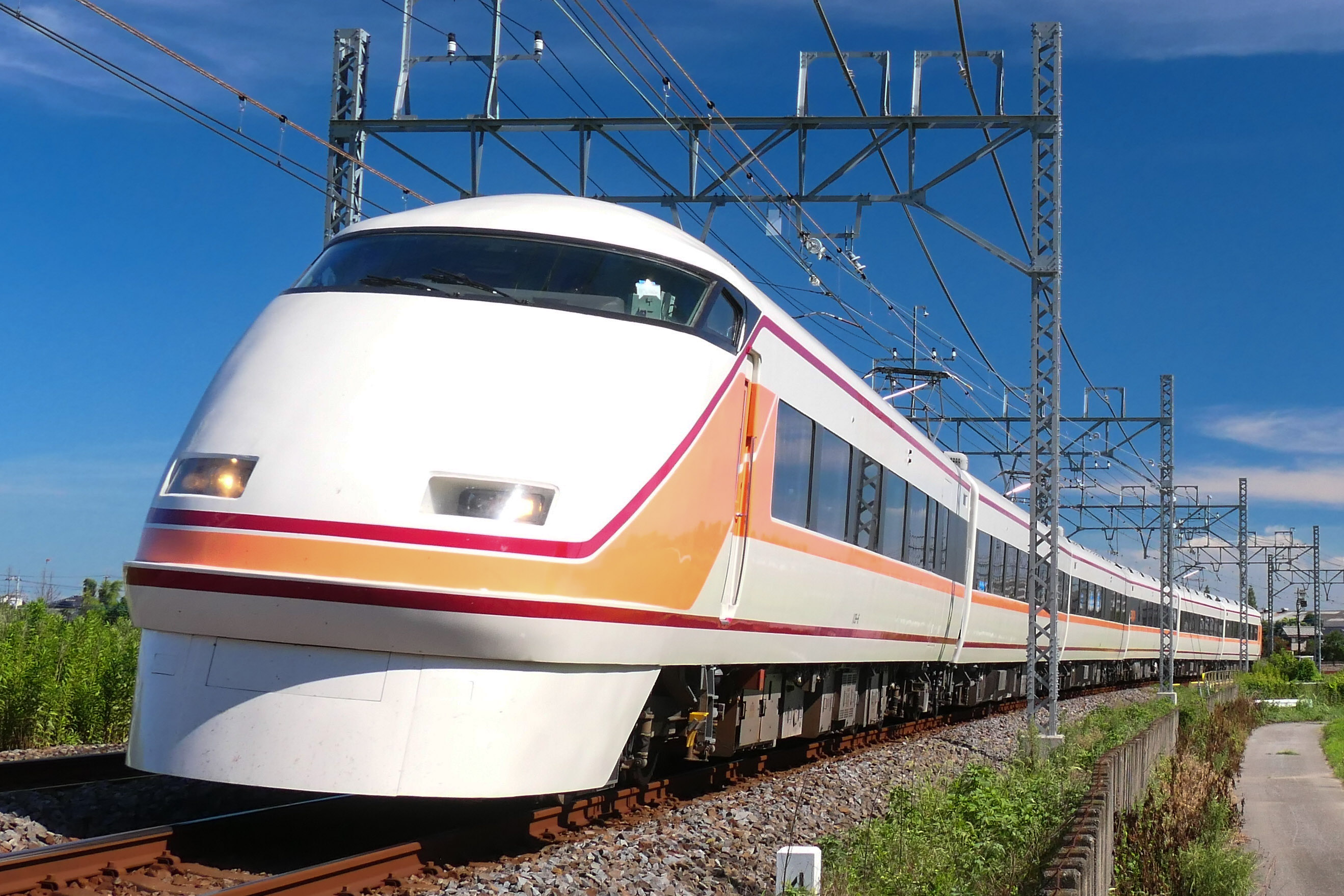
100系
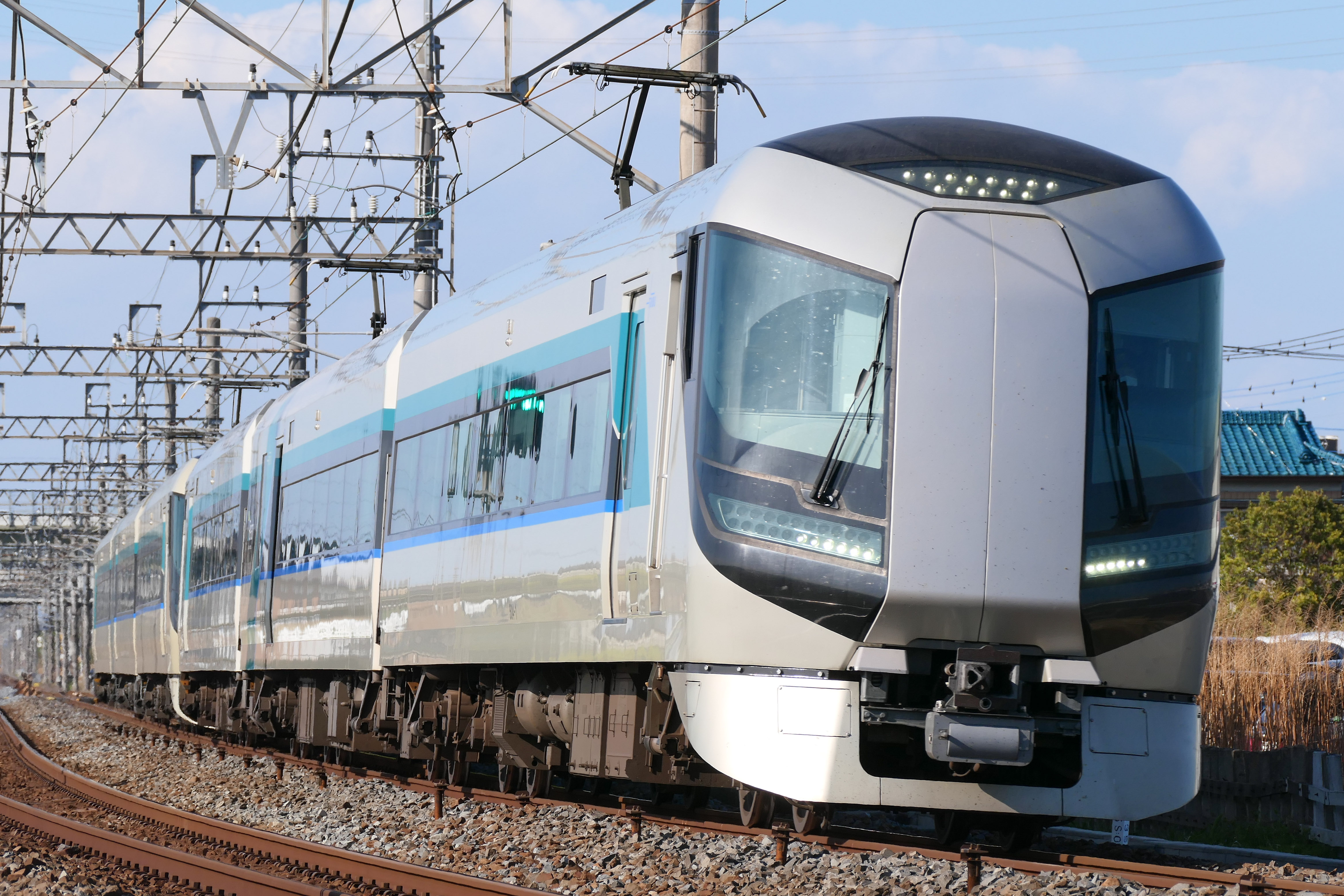
500系
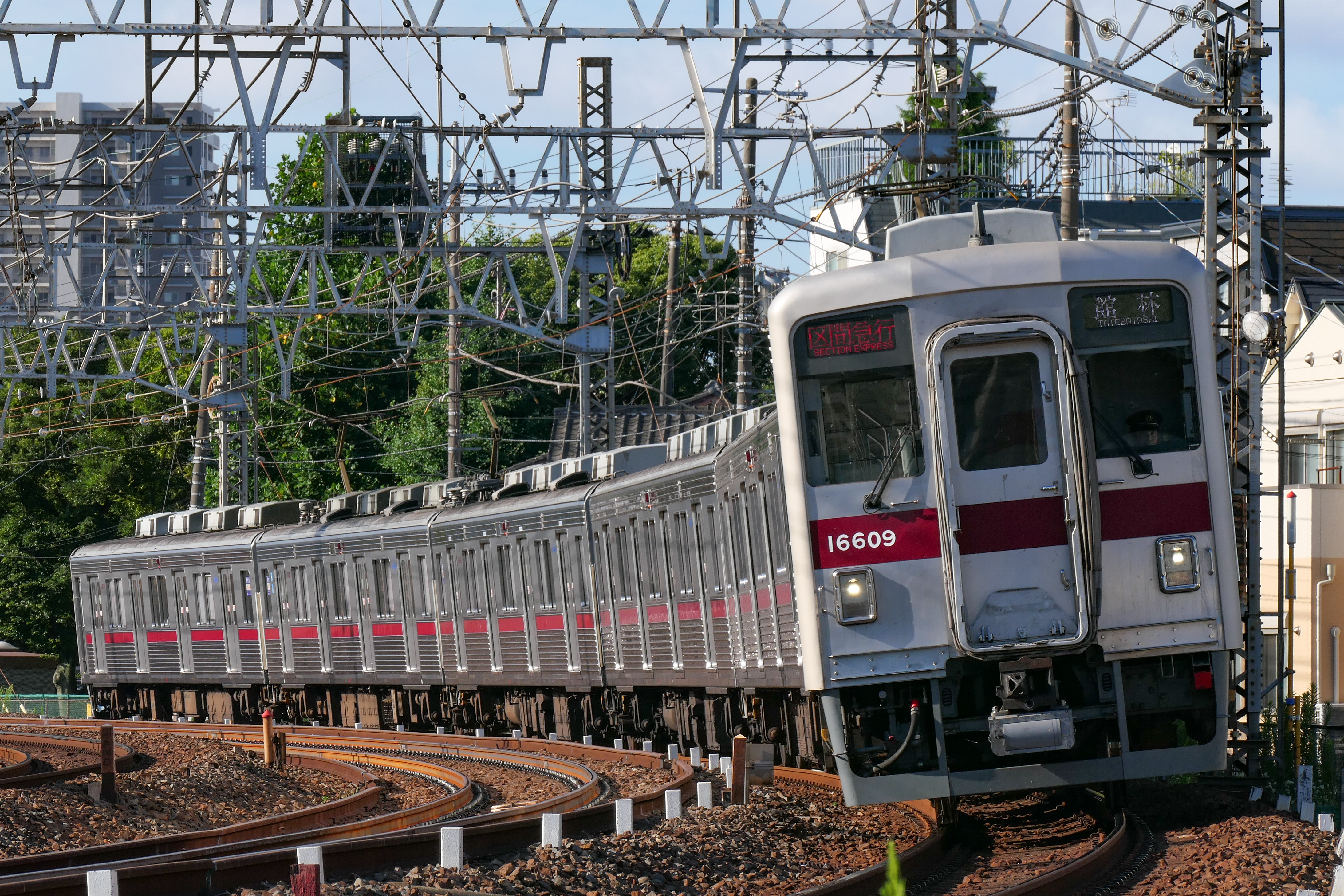
10000型
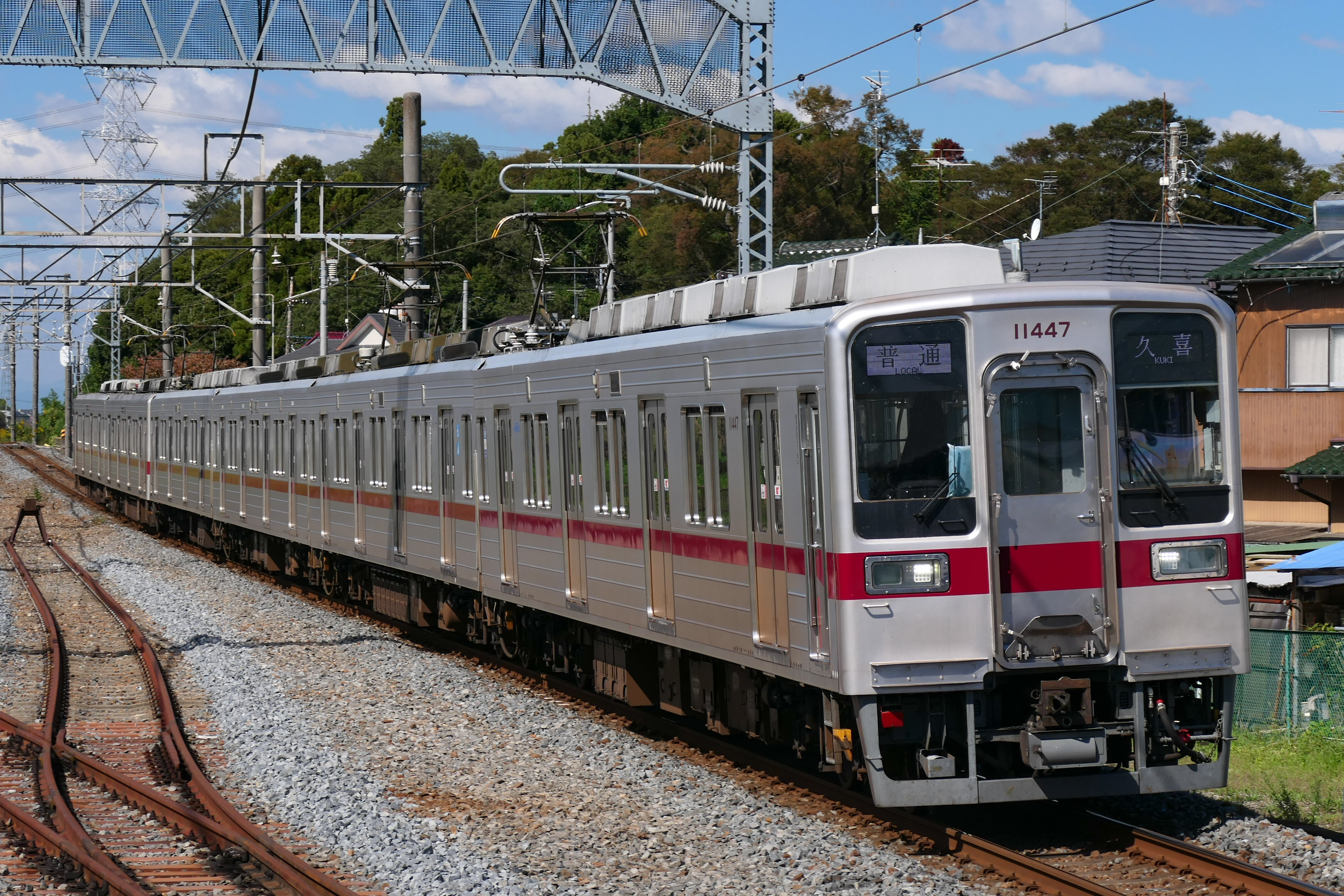
10030型
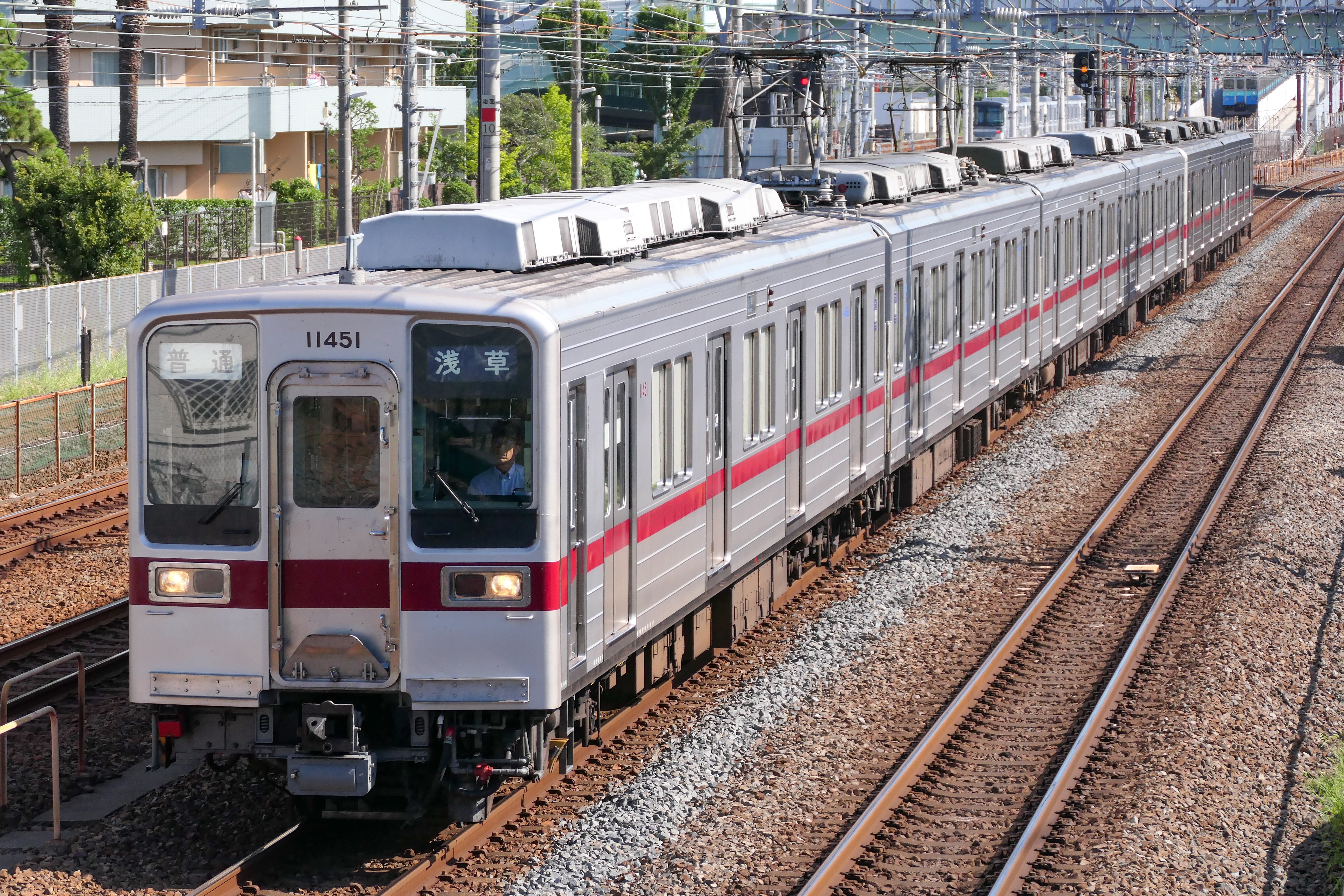
10050型
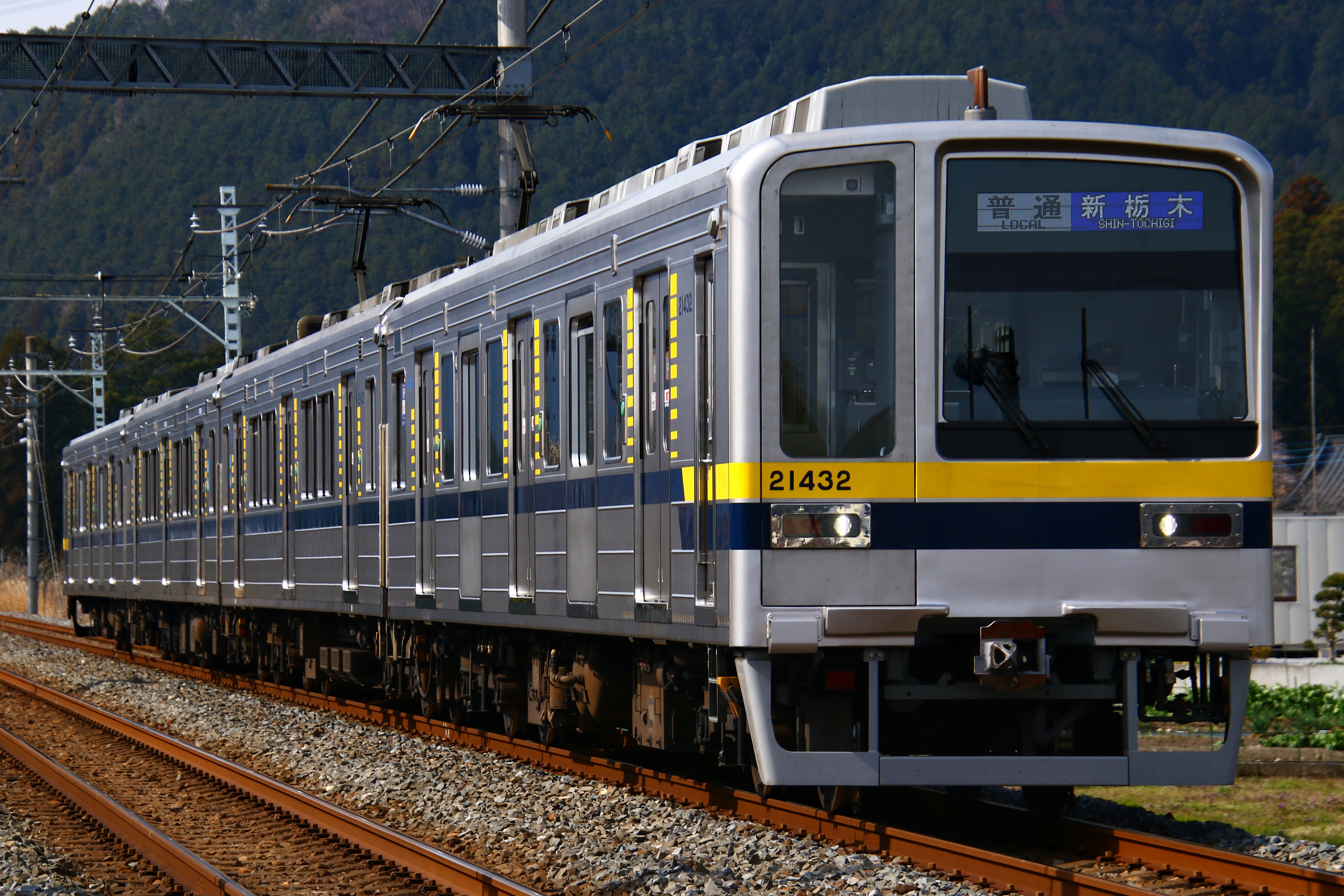
20400型
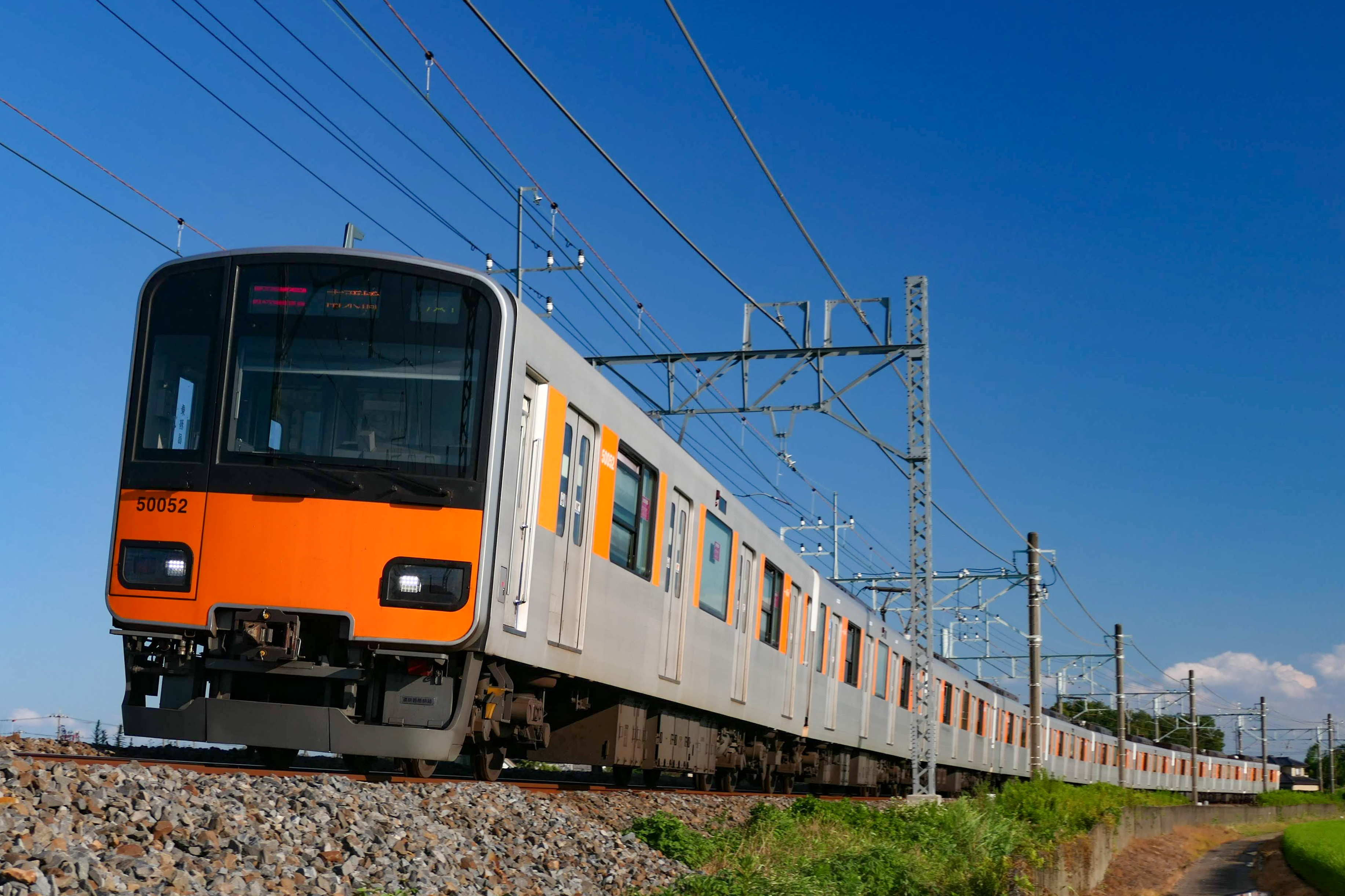
50050型
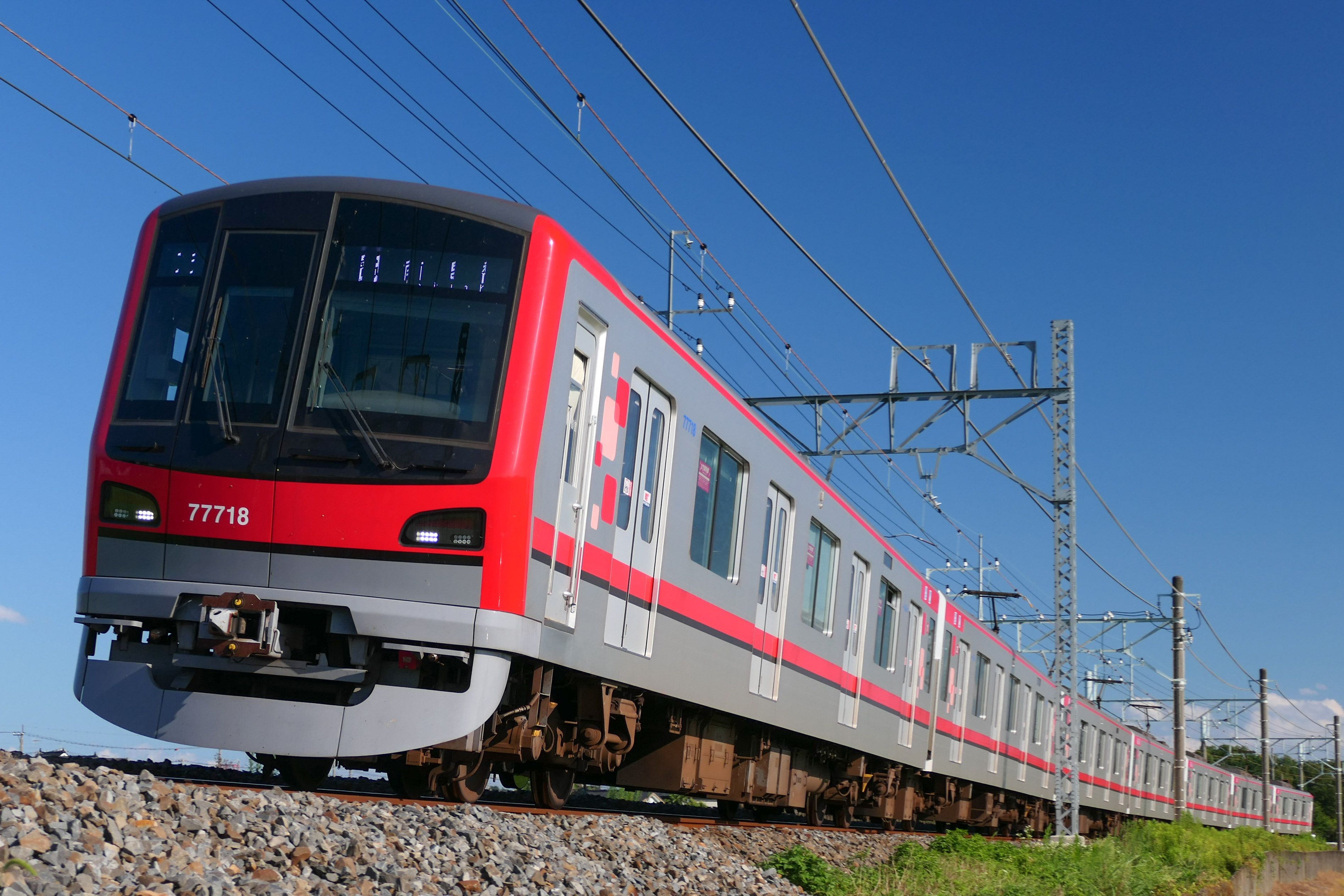
70000型
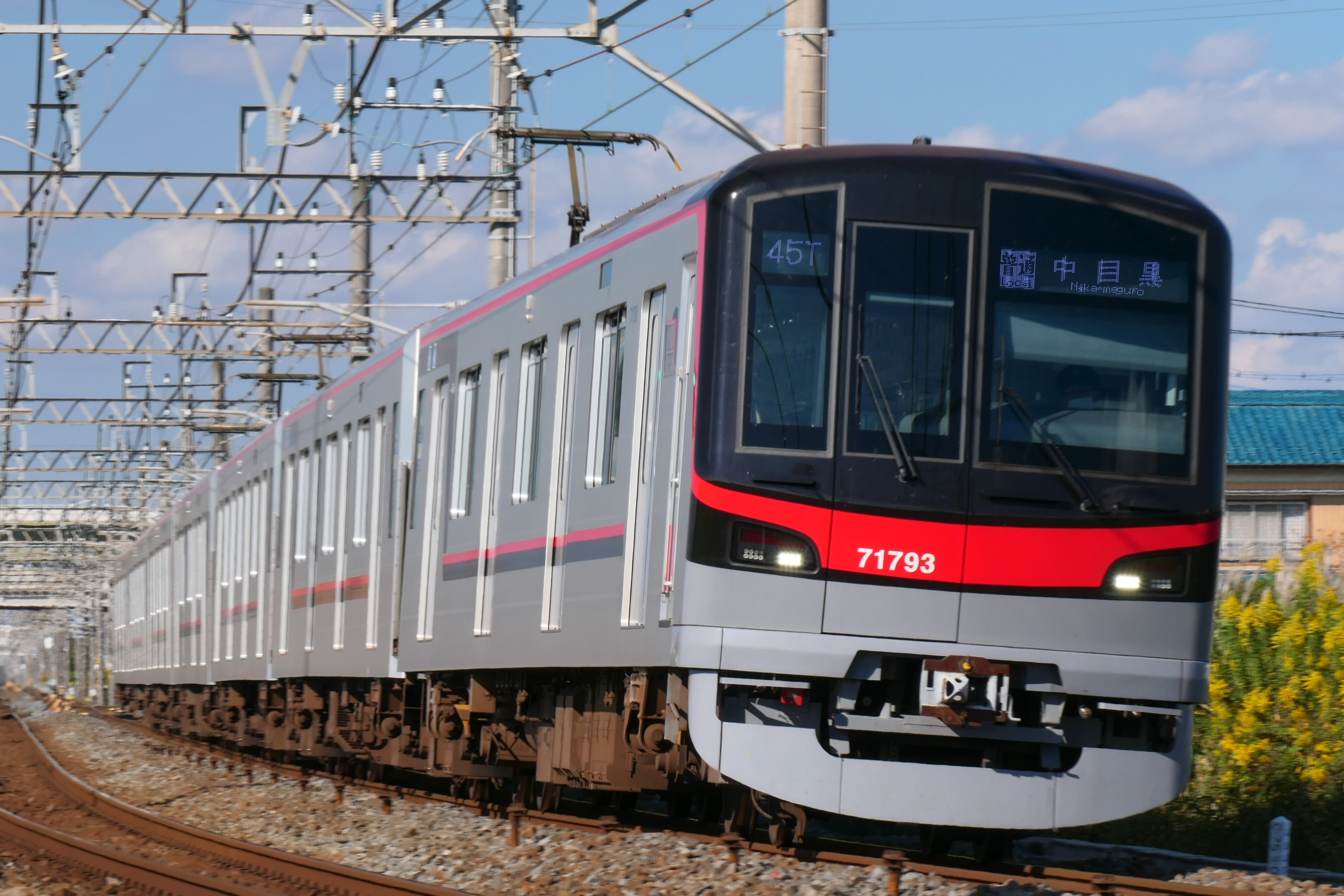
70090型

### 他社からの乗り入れ車両
- 東京地下鉄（東京メトロ）
  - 18000系（急行・準急、東武動物公園 - 南栗橋間）
  - 08系（同上）
  - 8000系（同上）
  - 13000系（普通、東武動物公園 - 南栗橋間）
- 東急電鉄
  - 5000系（2代）（急行・準急、東武動物公園 - 南栗橋間）
  - 2020系（同上）
- 東日本旅客鉄道（JR東日本）
  - 253系（「きぬがわ」、栗橋 - 下今市間）

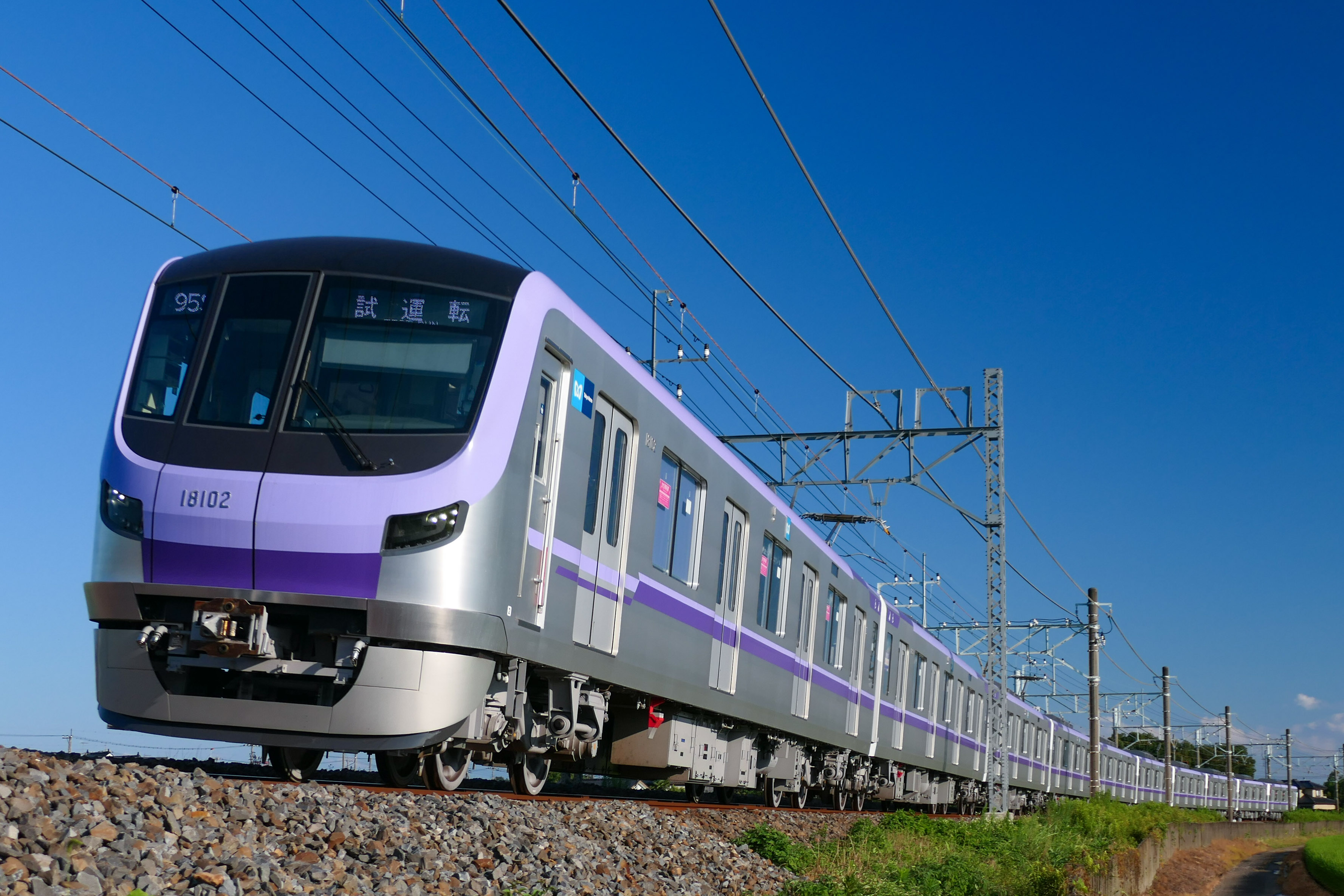
東京メトロ18000系
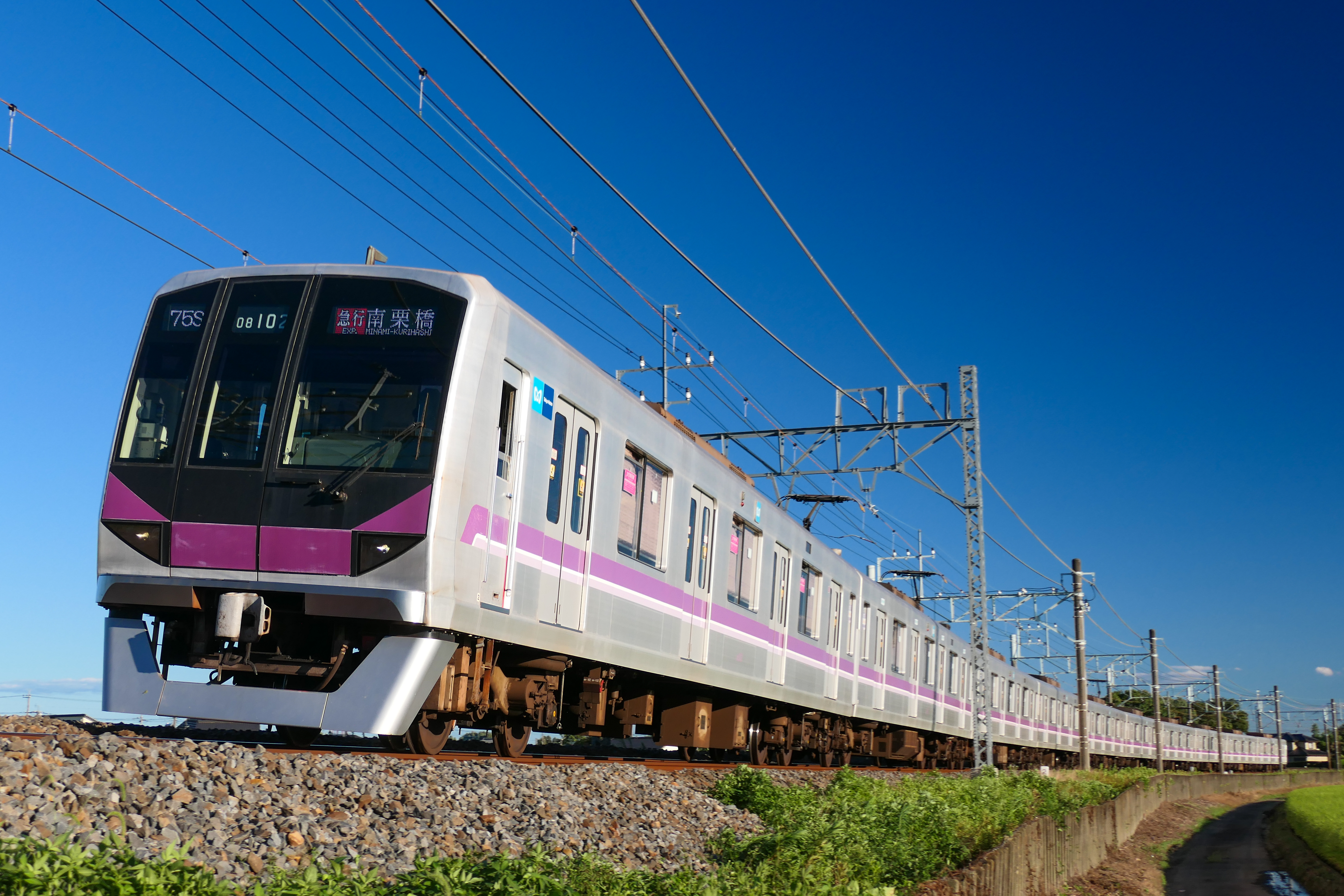
東京メトロ08系
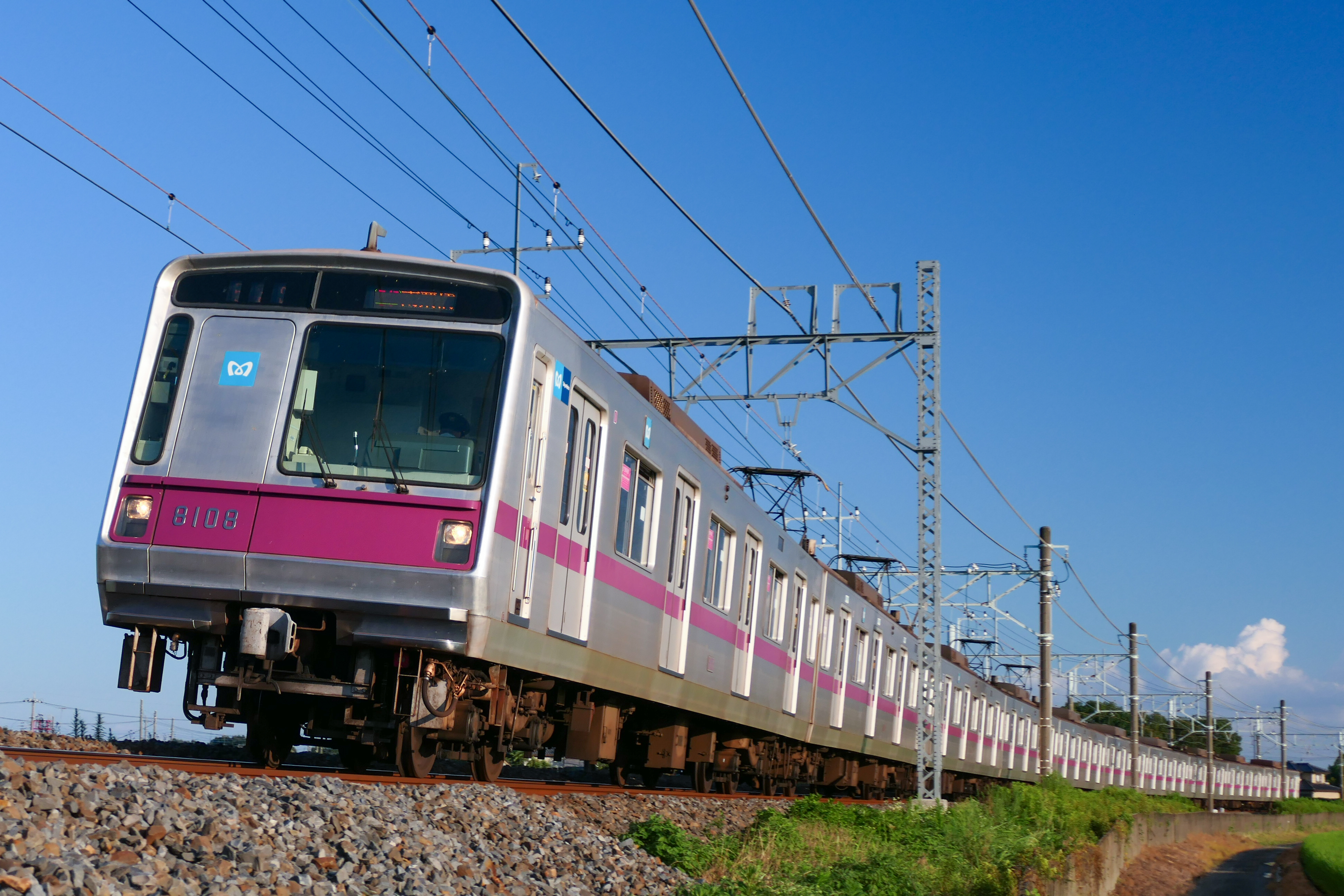
東京メトロ8000系
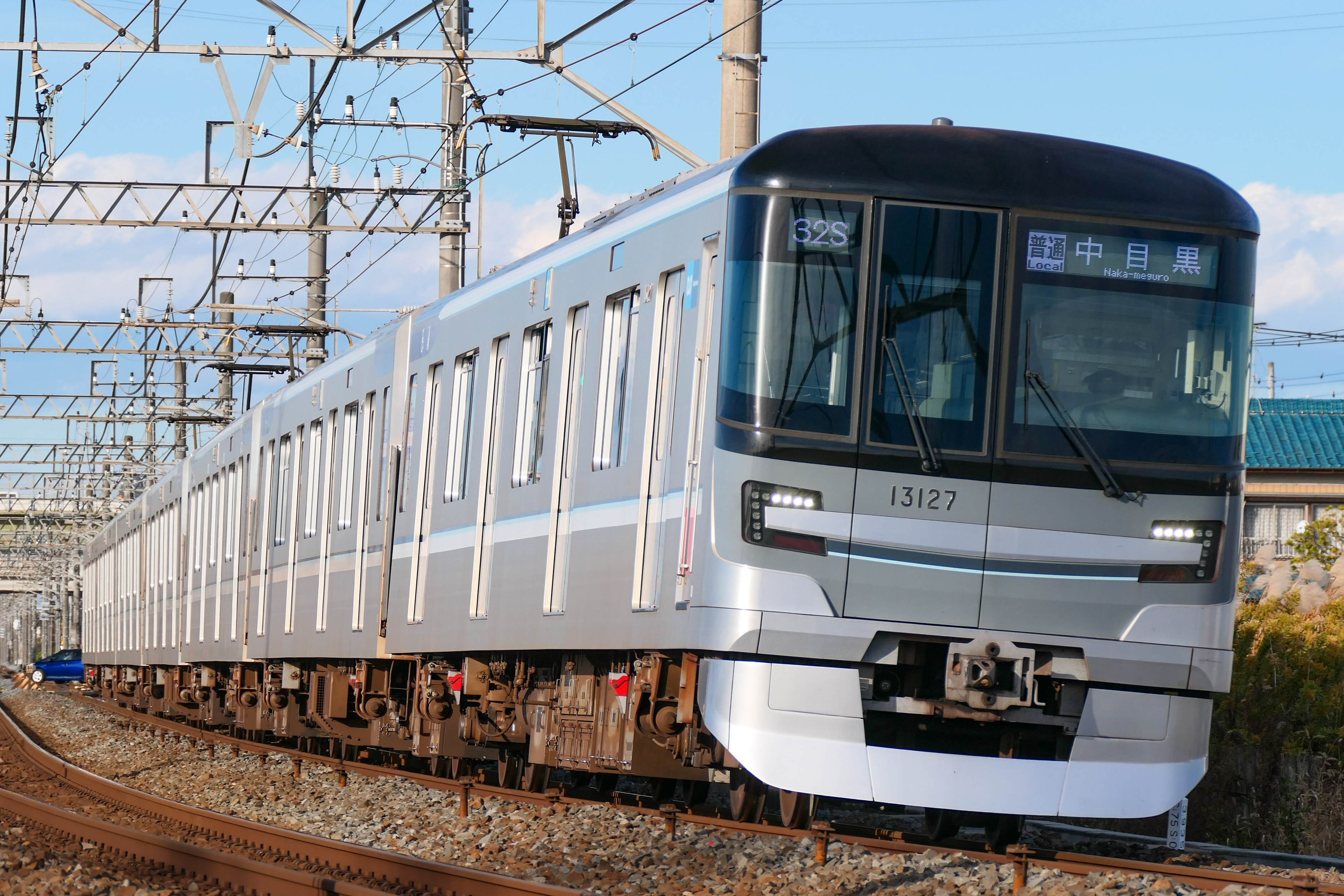
東京メトロ13000系
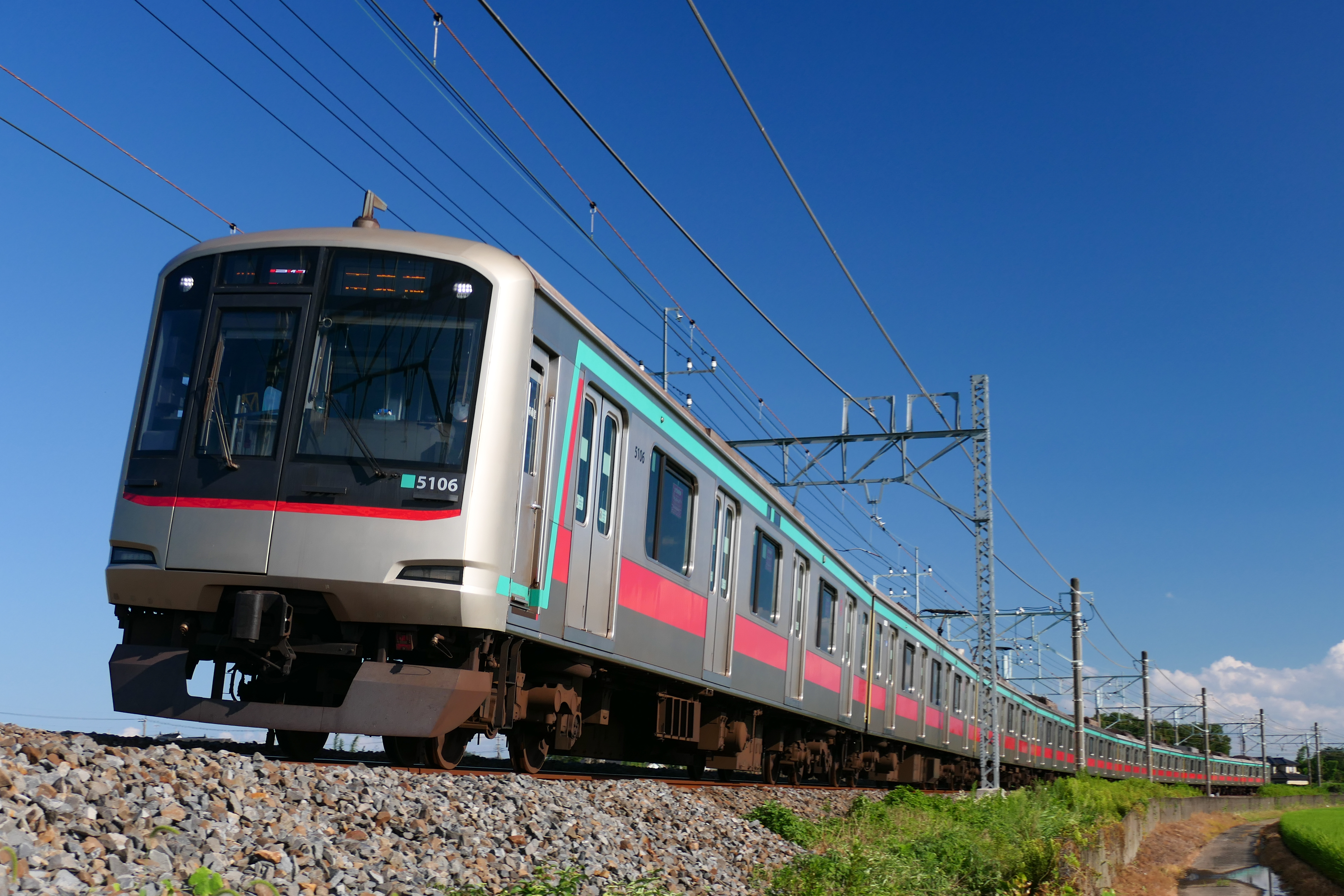
東急5000系（2代）
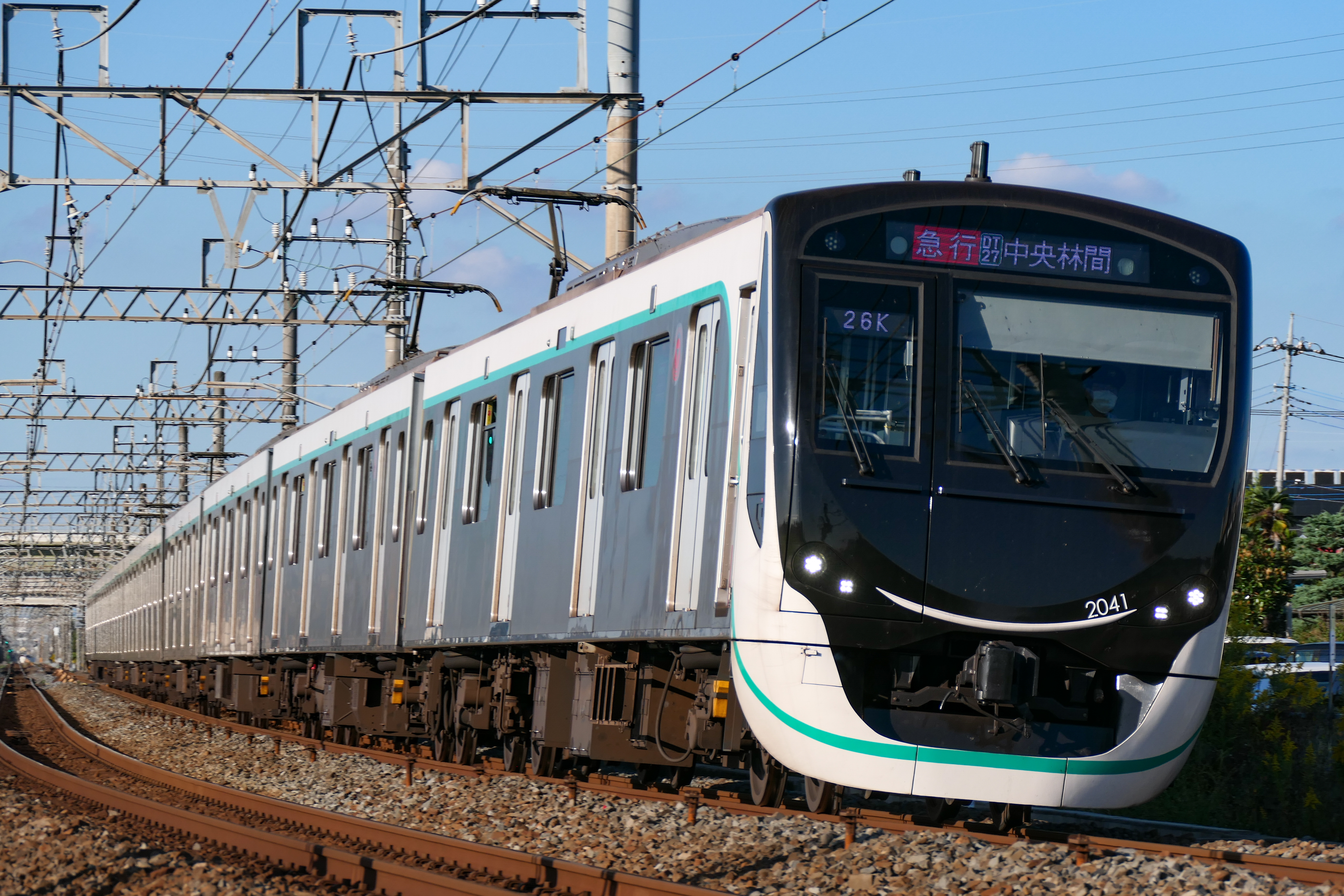
東急2020系
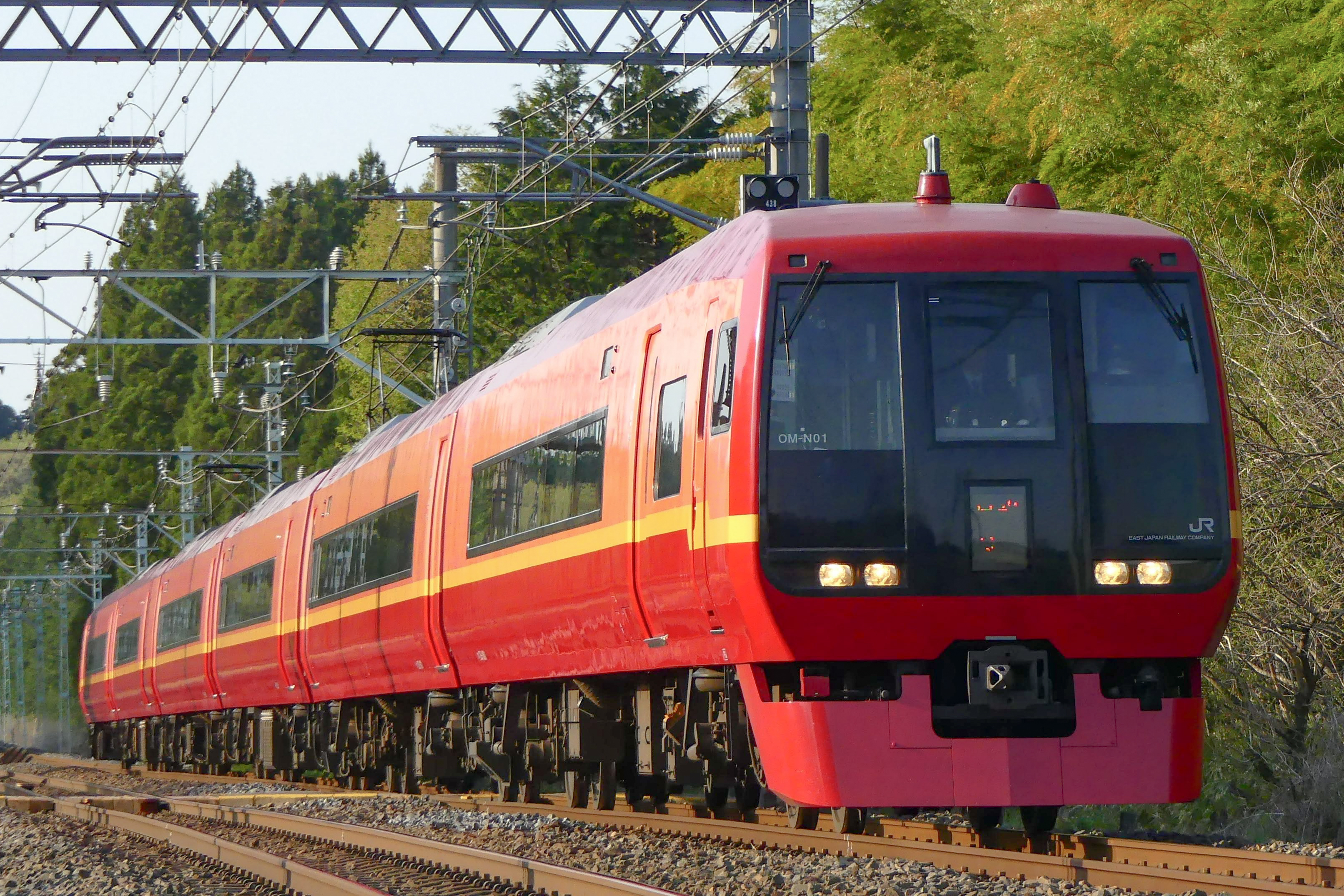
JR東日本253系

### かつて使用されていた車両
当線の開業時から昭和20年頃まで使用されていた機関車、電車ならびに貨車は省略している。

#### 自社車両
- 1700系・1720系（特急「けごん」・「きぬ」など）
- 1800系（日光線内では臨時列車のみの運用）
- 300型・350型（特急「きりふり」・「ゆのさと」・「しもつけ」・「スノーパル」など）
- 3000系・3070系
- 5050系
- 5700系
- 6000系
- 7300系
- 7800系
- 8000系（かつては全線で運行、最後まで運行されたのは東武宇都宮線直通ワンマン対応車）
- 10080型
- 20000型・20050型・20070型（日比谷線直通専用）
- 30000系（半蔵門線・田園都市線直通専用）
- 6050系
  - 新栃木駅以北の一般列車は主に当形式が使用されており、南栗橋駅発着で新栃木駅以北へ直通運転する急行・区間急行・普通にも使用されていた。2017年4月20日までは快速・区間快速として浅草駅への乗り入れも行っていた。東京メトロ日比谷線直通から撤退した20000型・20050型・20070型をリニューアル改造した20400型が南栗橋以北の運用に転属したことにより一部が同形式に置き換わり、急行や区間急行の運用も変更され徐々に運用本数が減少し、2022年3月12日のダイヤ改正で日光線のワンマン運転区間を東武日光駅まで拡大することに伴い、ワンマン対応していない本形式は会津鉄道や野岩鉄道の形式と共に日光線から撤退した。

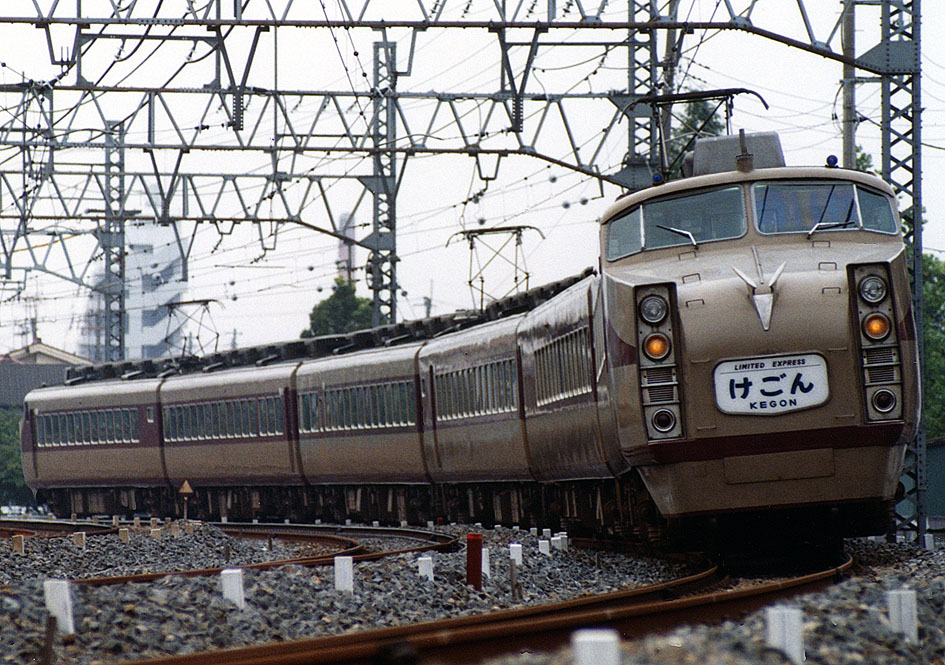
1720系
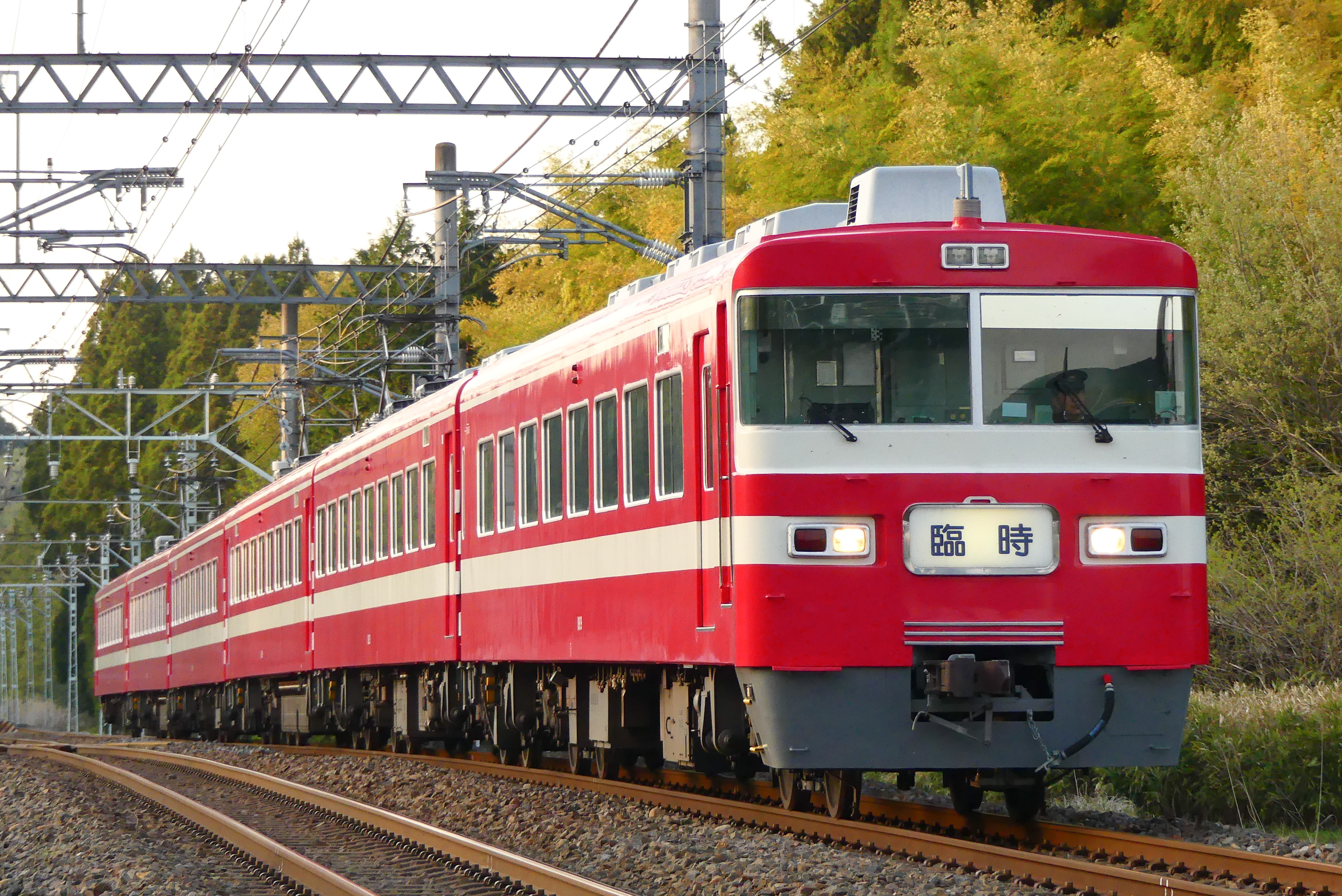
1800系
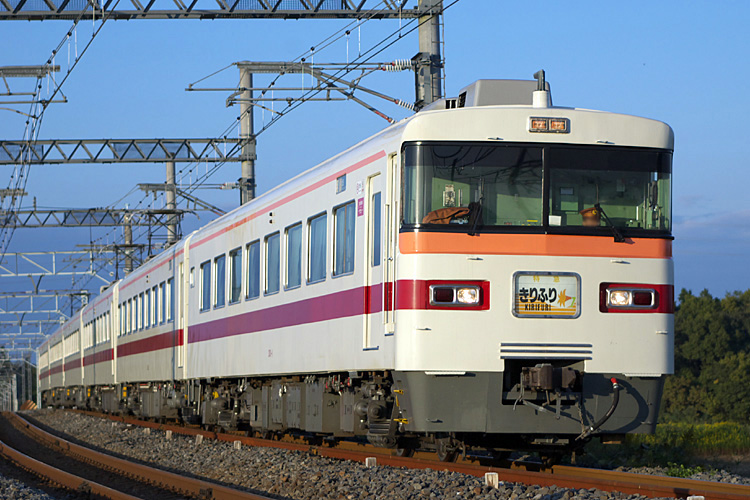
300系
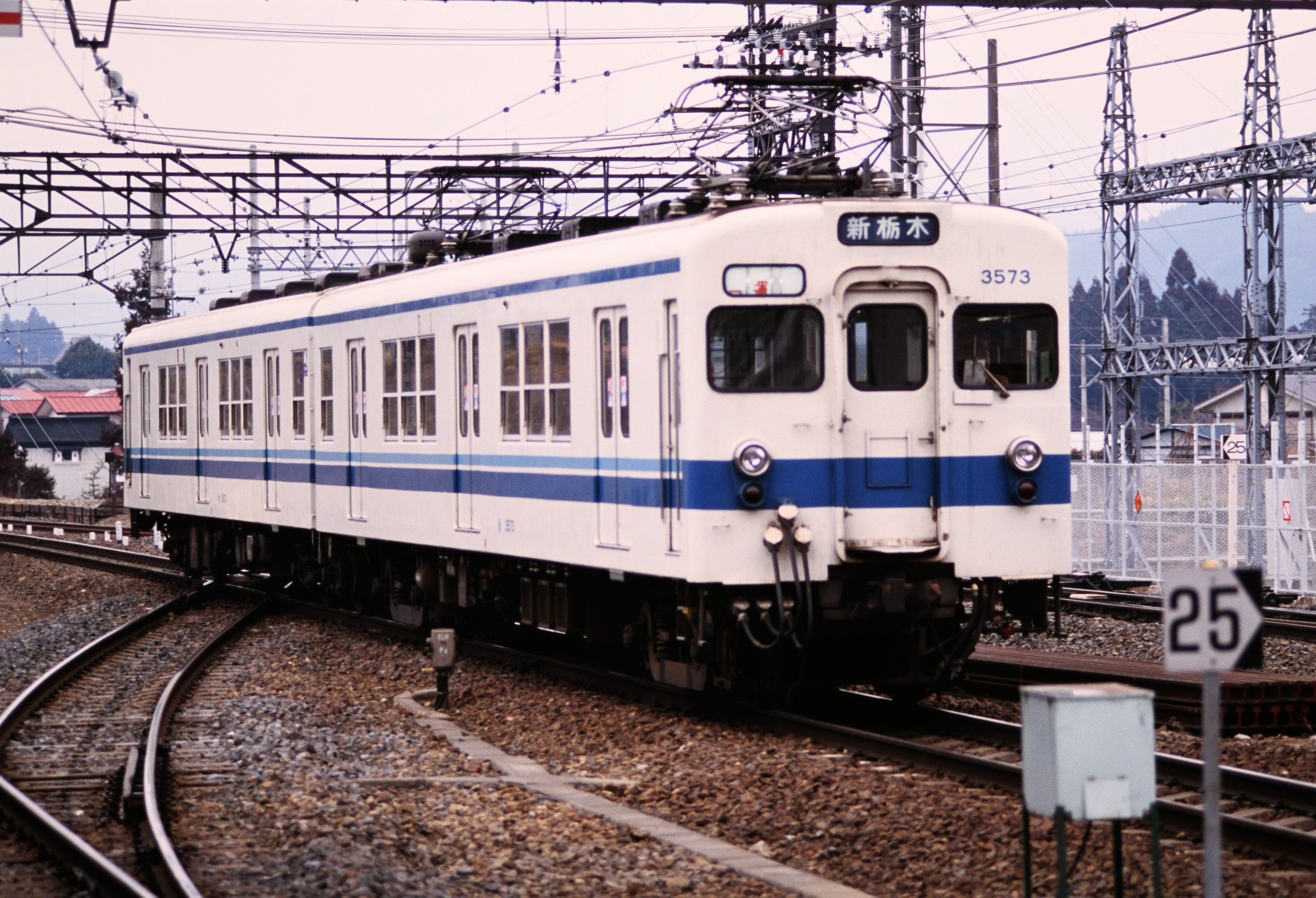
3070系
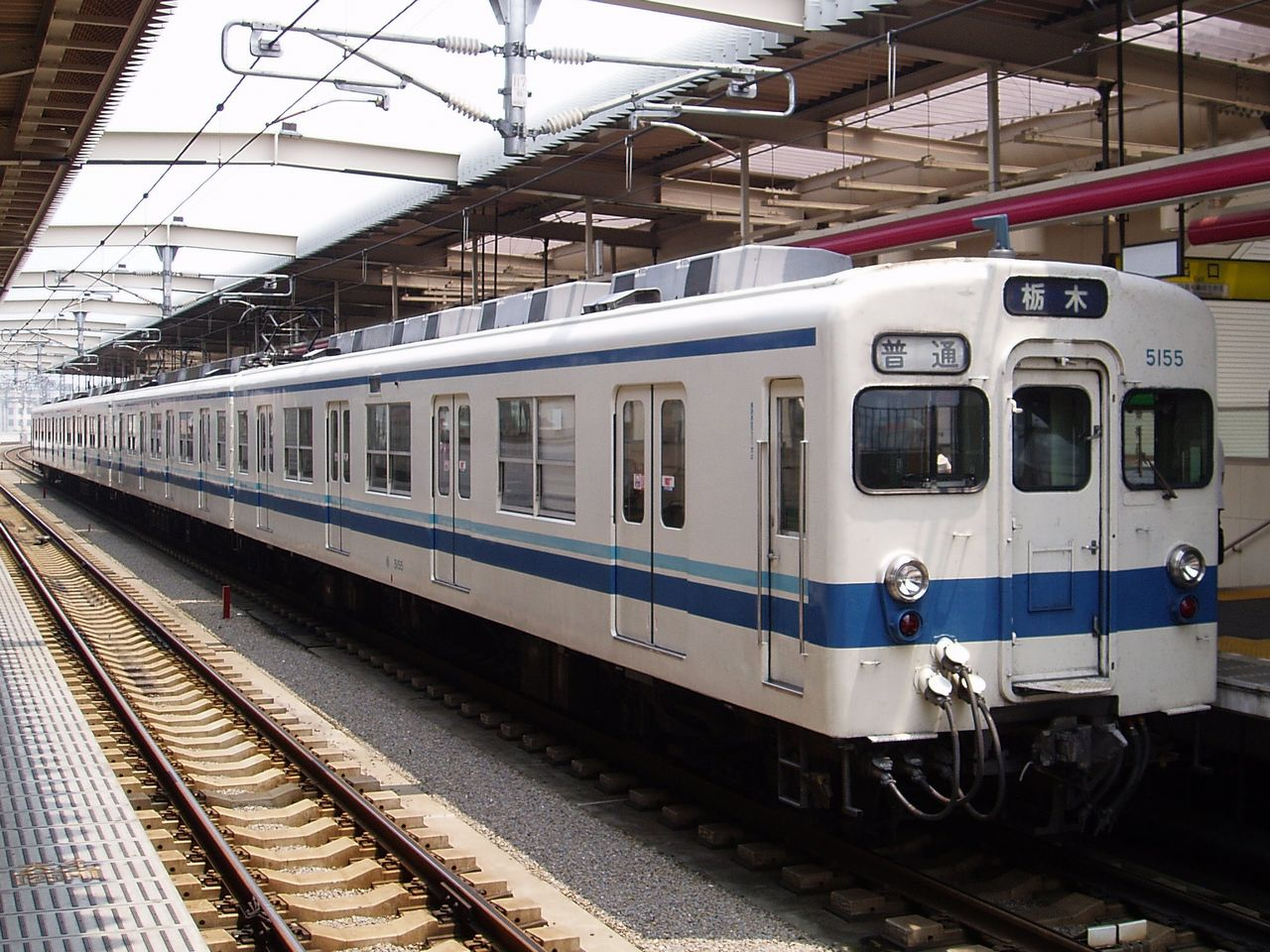
5050系
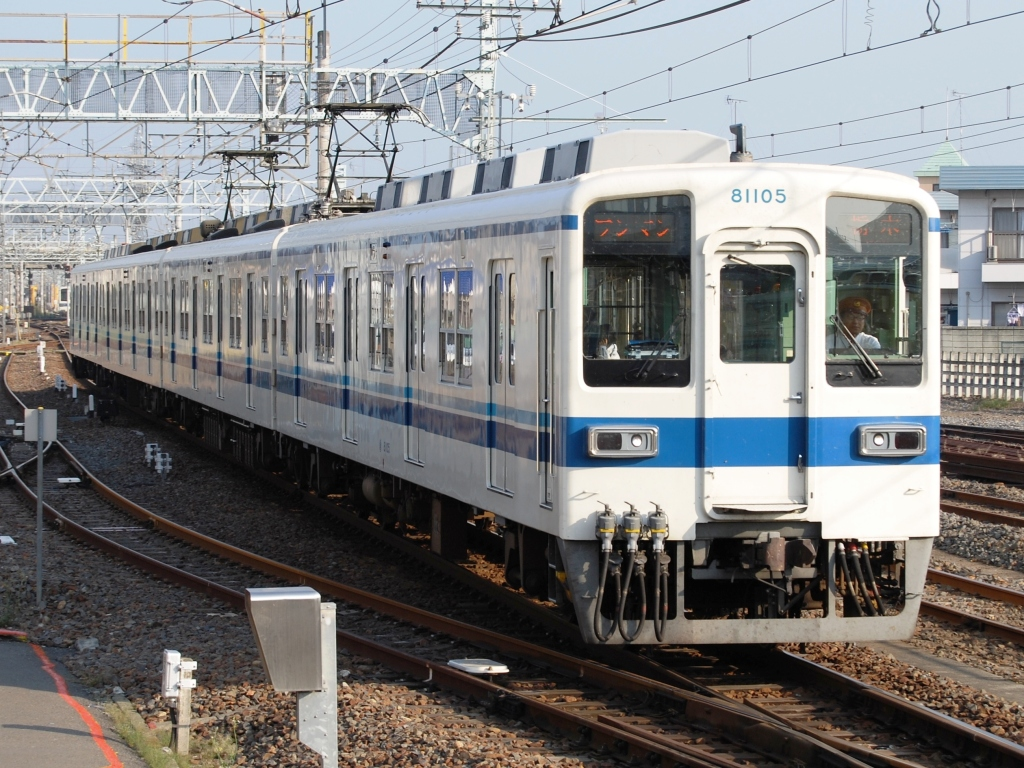
8000系
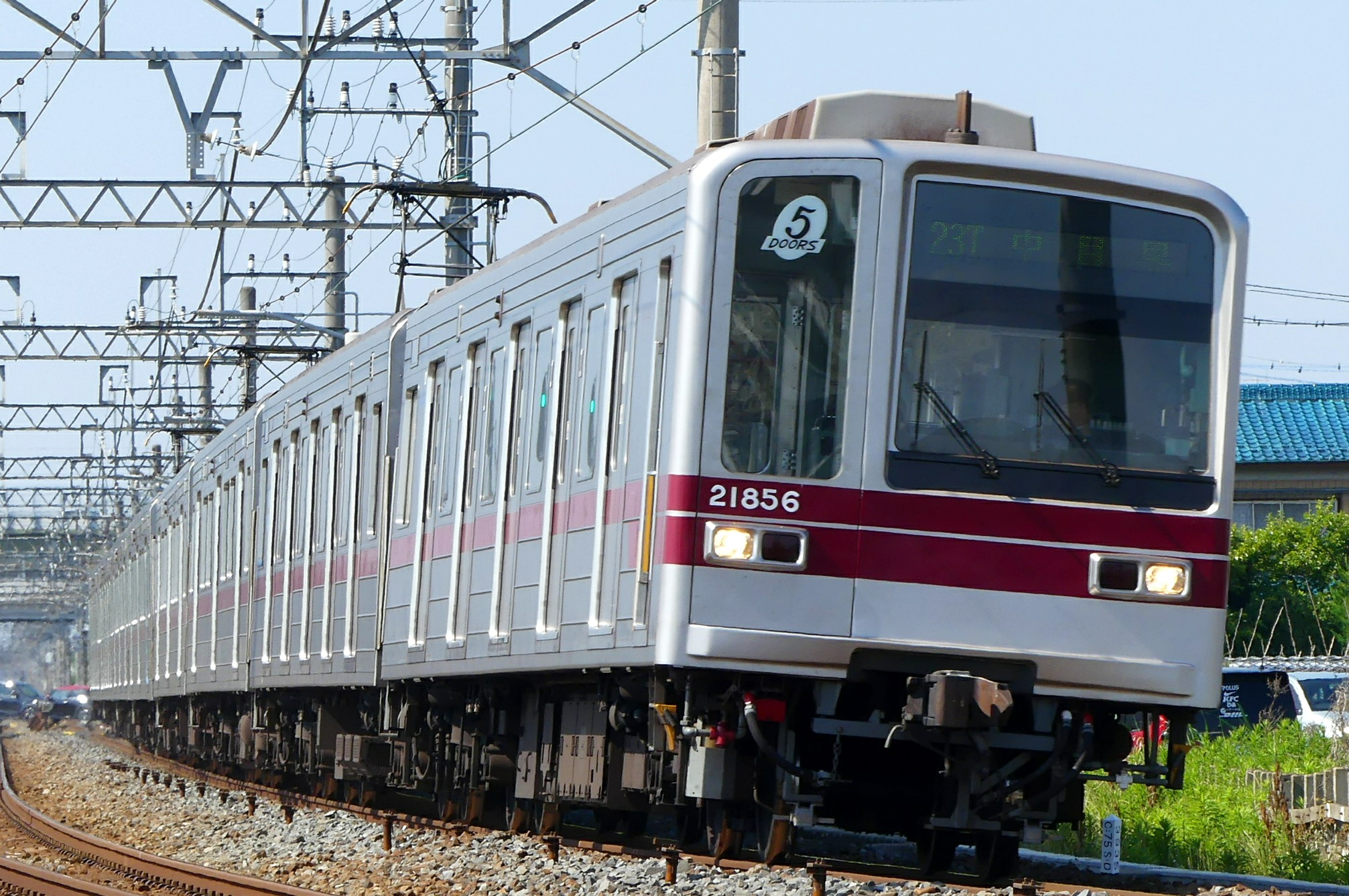
20050型
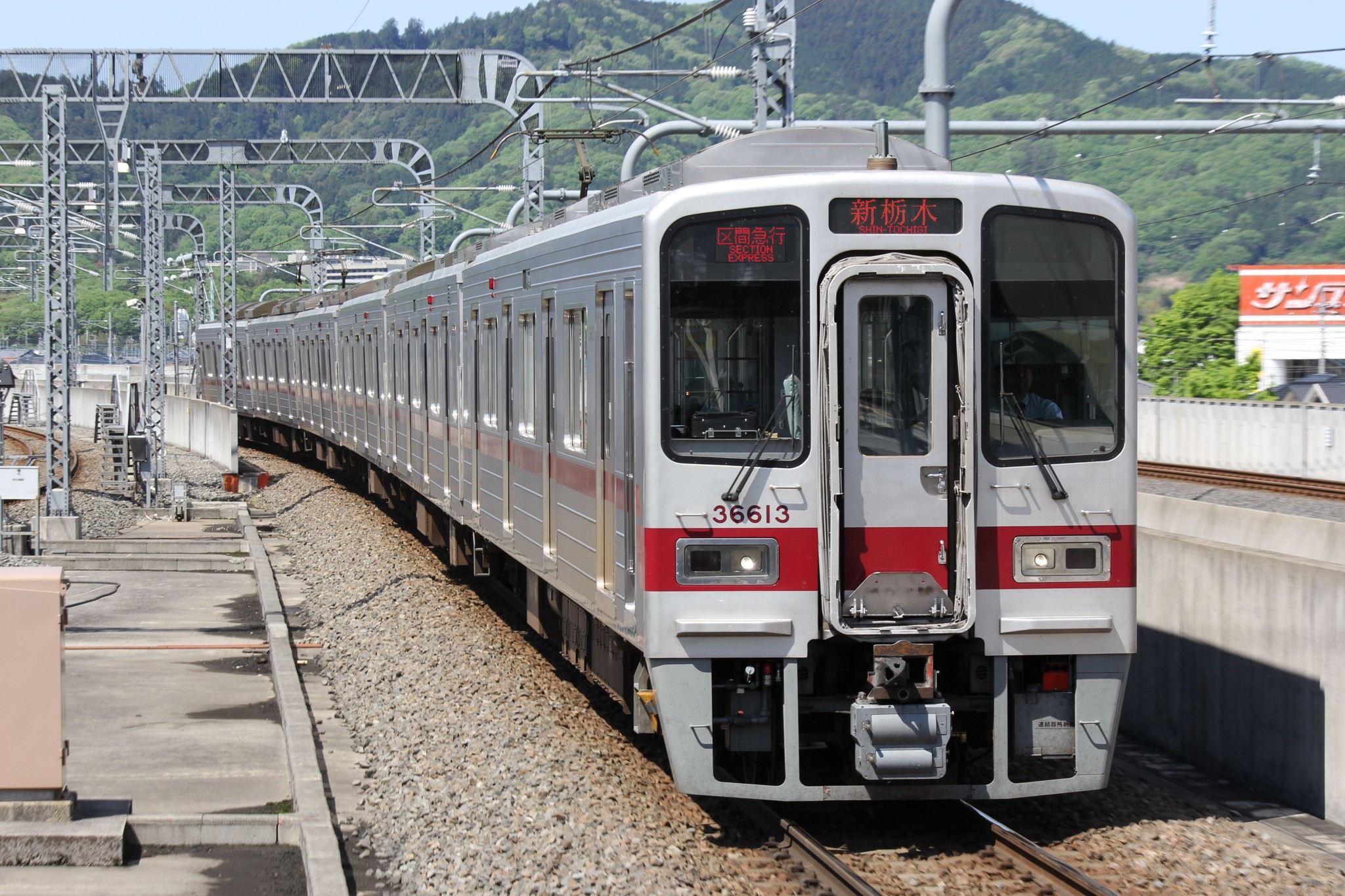
30000系
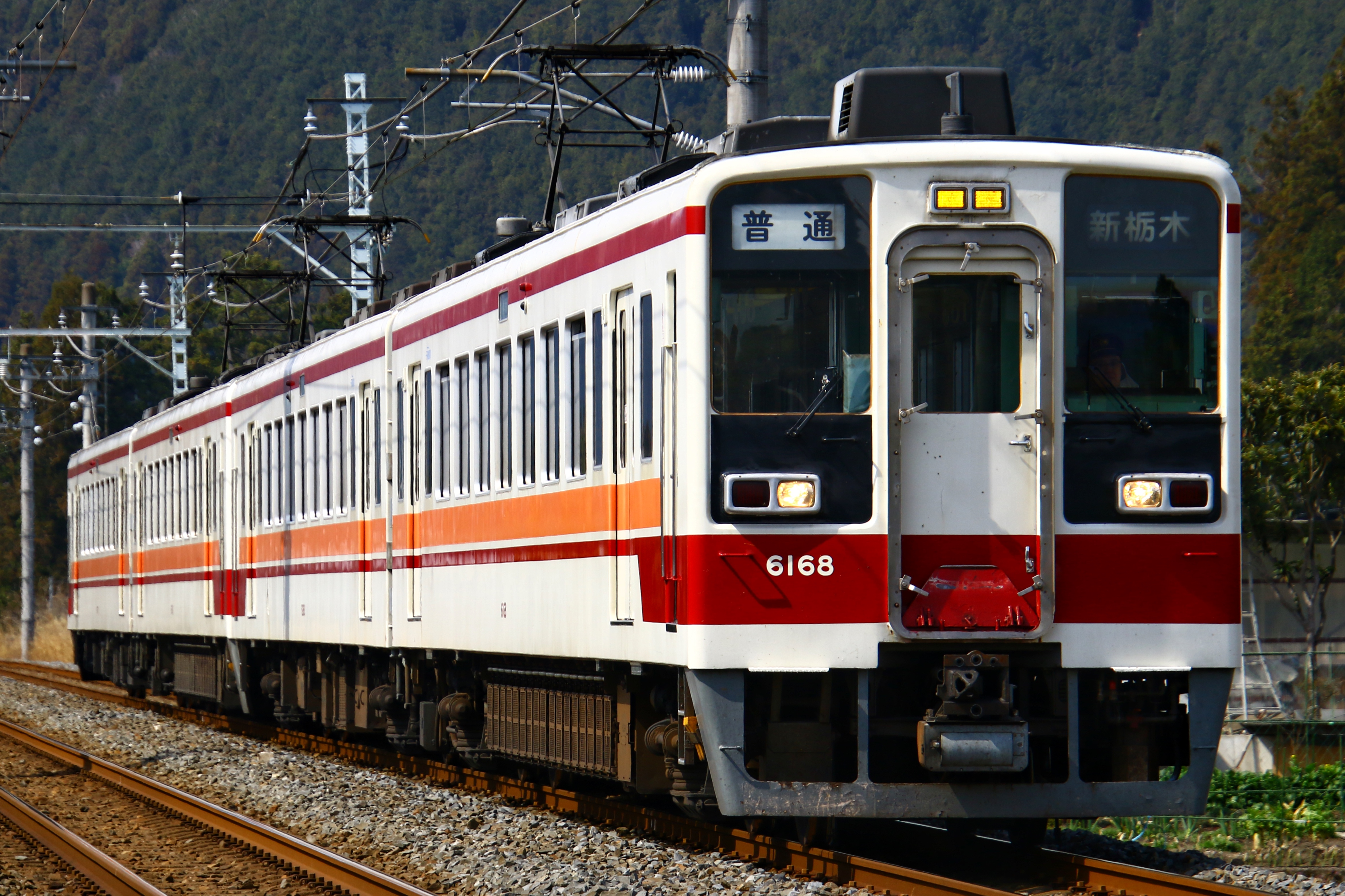
6050系

#### 他社からの乗り入れ車両
- 野岩鉄道
  - 6050系100番台（東武鉄道6050系と同型、共通運用）
- 会津鉄道
  - 6050系200番台（東武鉄道6050系と同型、共通運用）
  - AT-700形・AT-750形（AIZUマウントエクスプレス、下今市 - 東武日光間1日2往復）
- JR東日本
  - 189系（「彩野」編成、臨時特急「日光」・「きぬがわ」として栗橋 - 東武日光・鬼怒川温泉間）
  - 485系（特急「日光」・「きぬがわ」として栗橋 - 東武日光・鬼怒川温泉間）
- 東京地下鉄
  - 03系（東武動物公園 - 南栗橋）
- 東急電鉄
  - 8500系（急行・準急、東武動物公園 - 南栗橋間）[41]

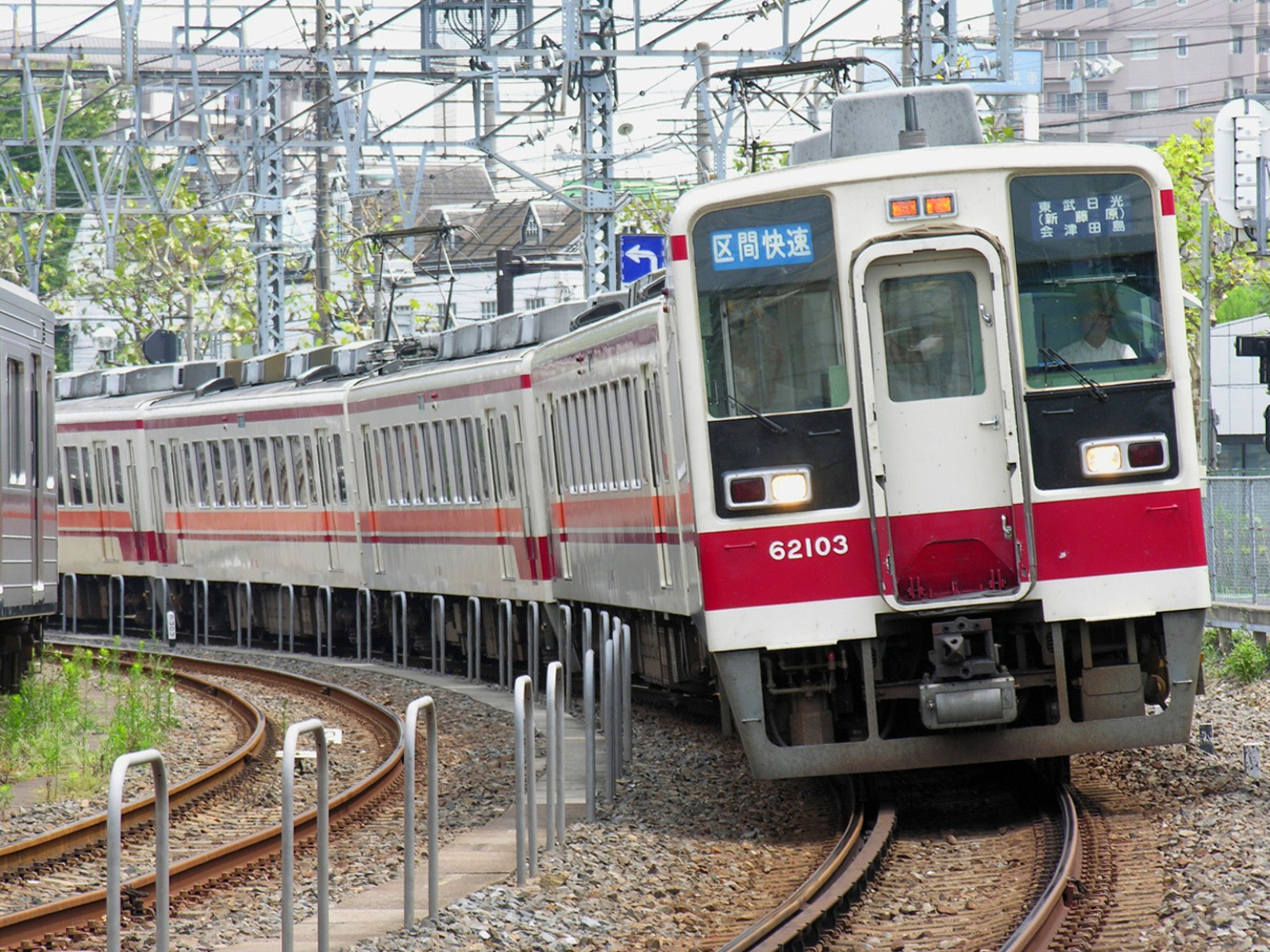
野岩鉄道6050系100番台
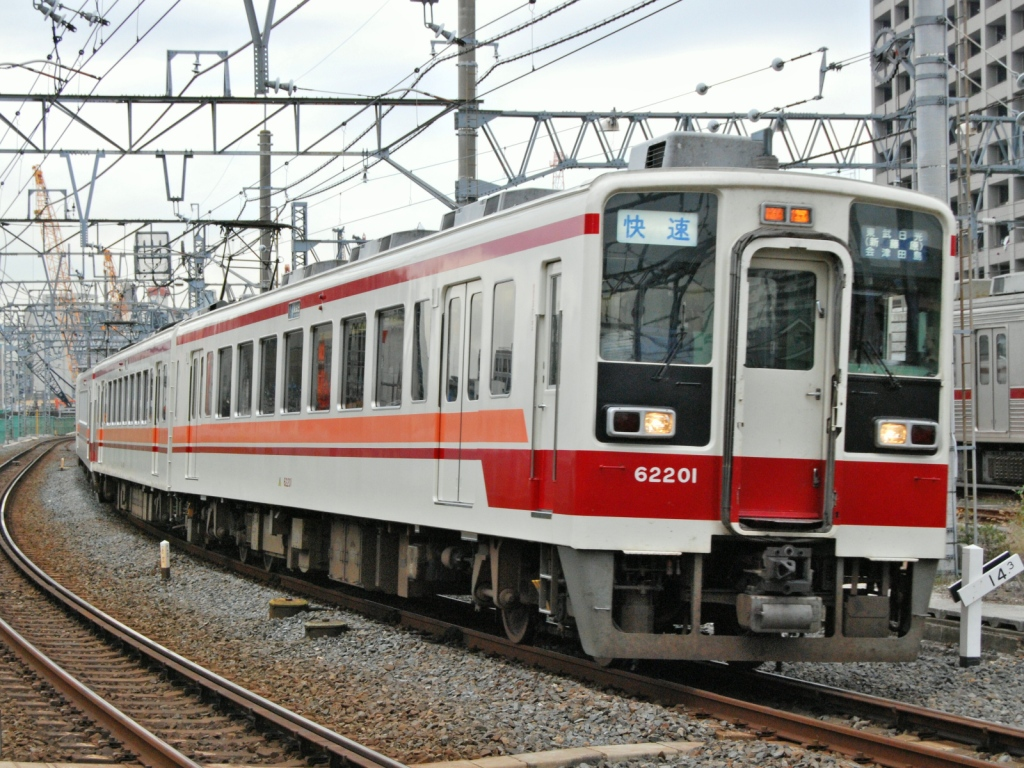
会津鉄道6050系200番台
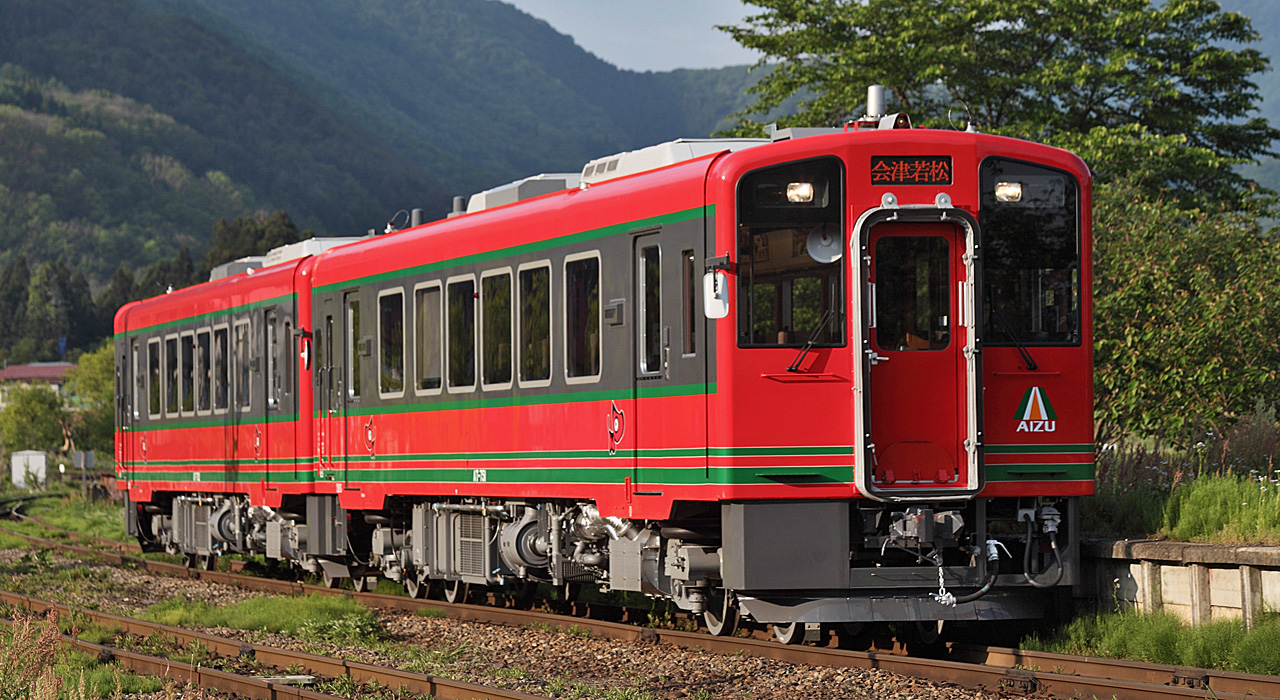
会津鉄道AT700形
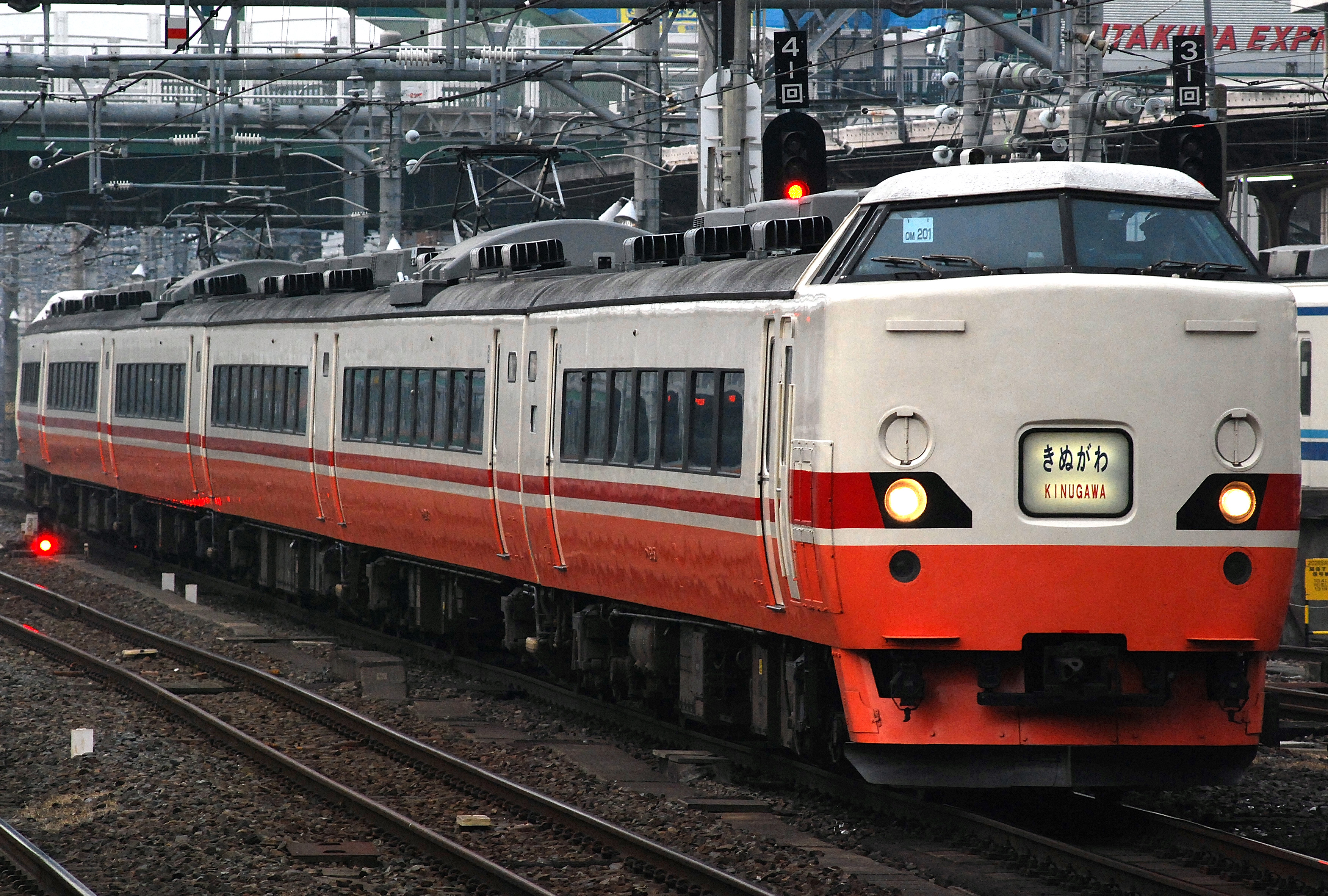
JR東日本189系「彩野」
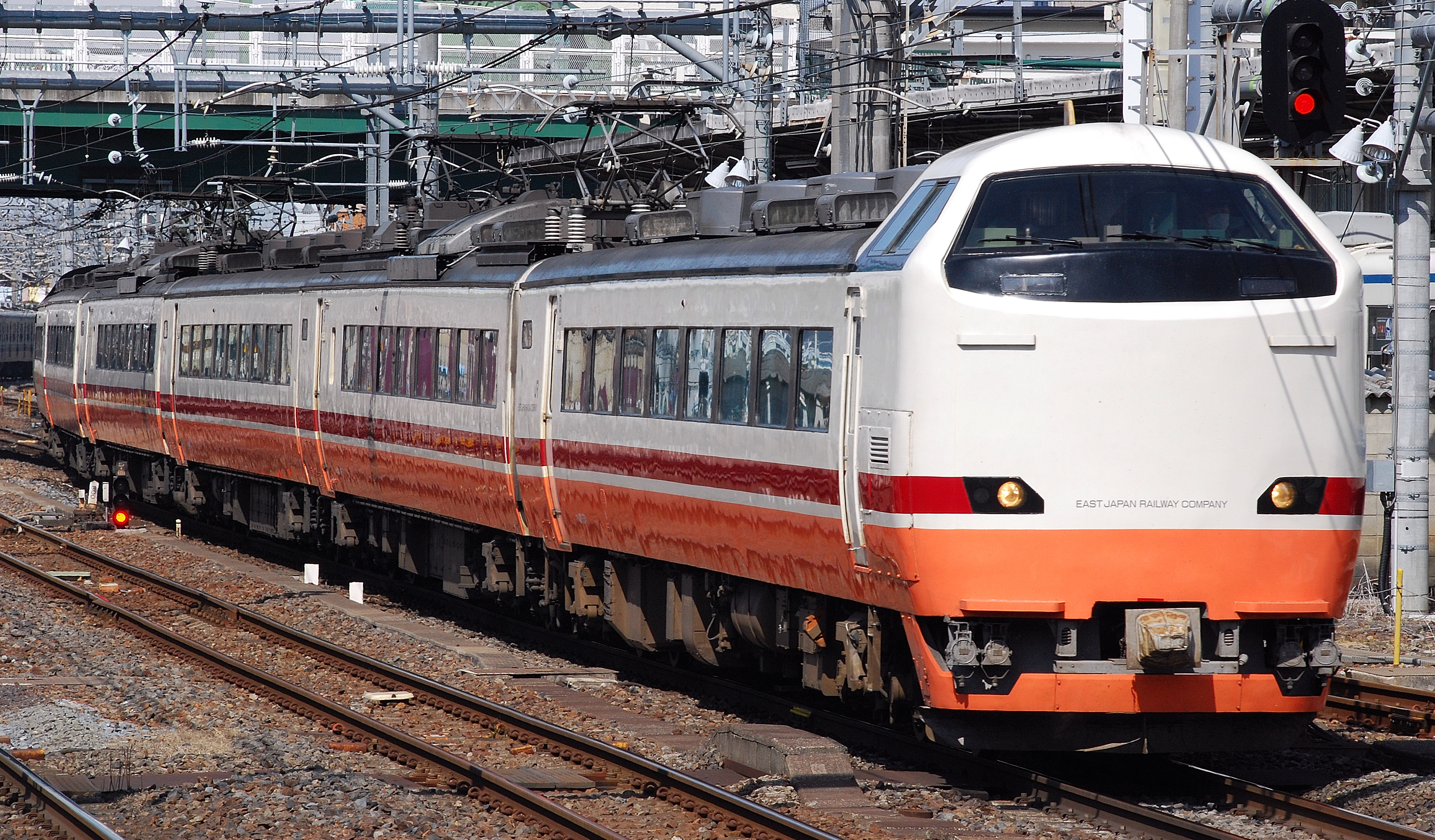
JR東日本485系
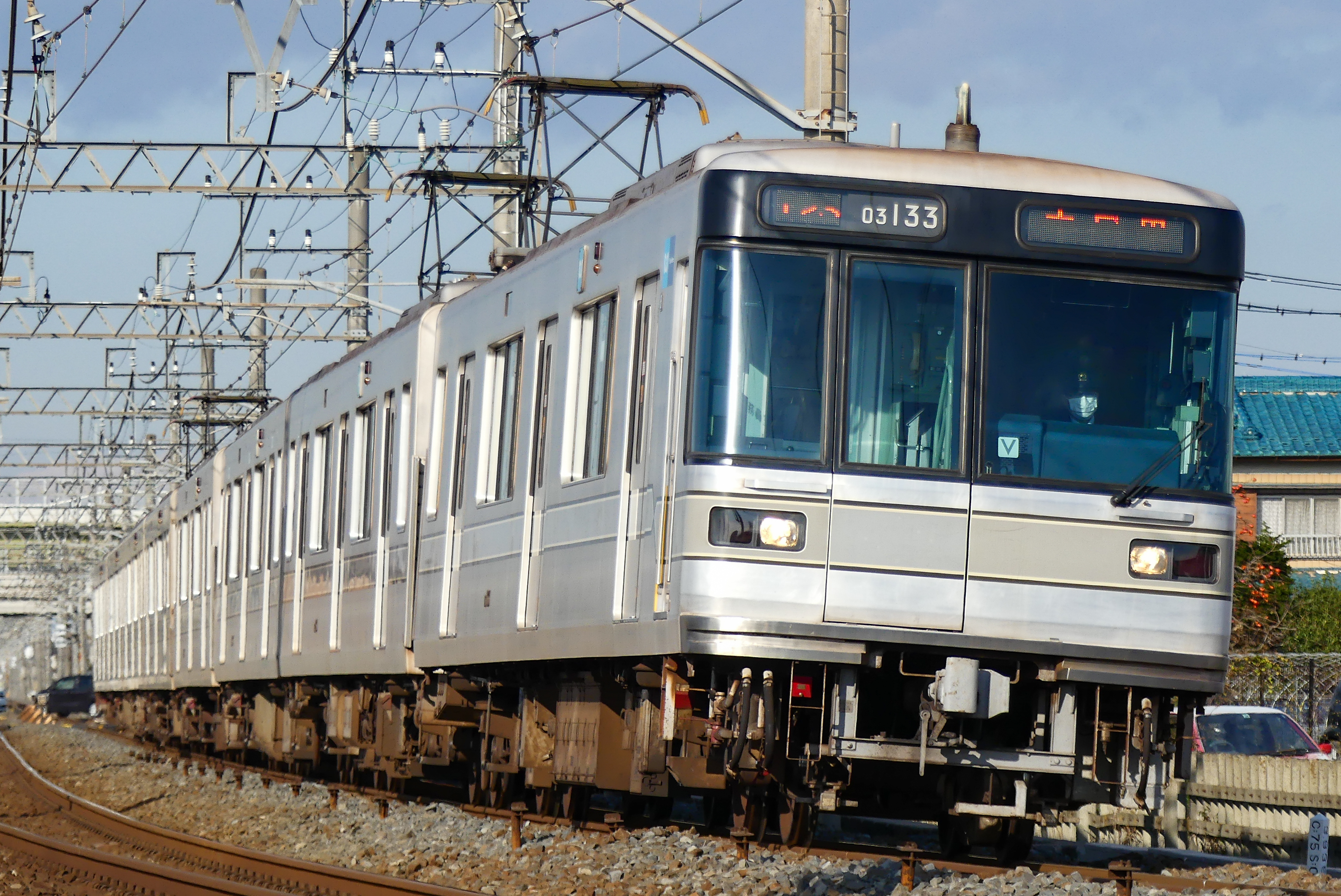
東京メトロ03系
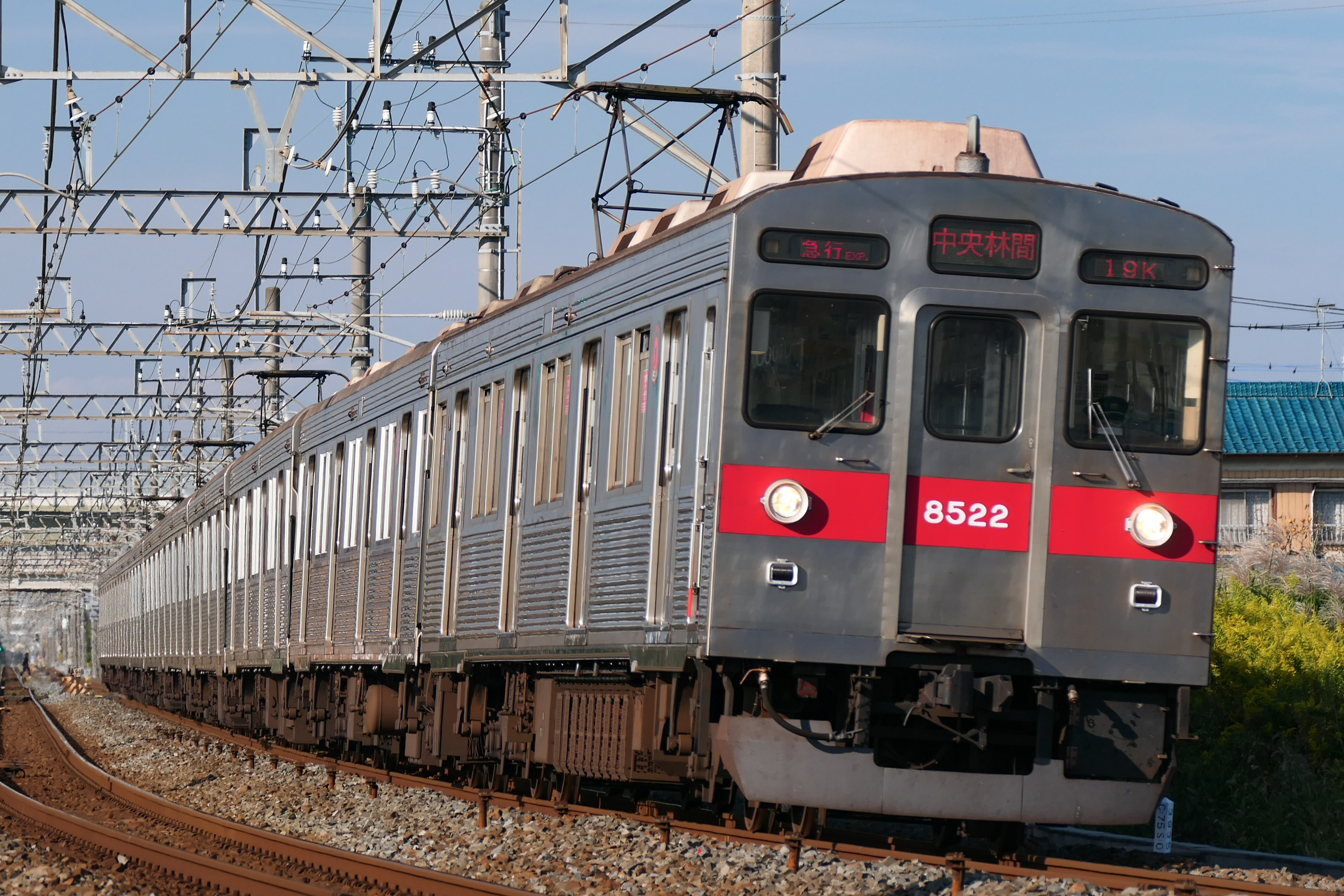
東急8500系

## 女性専用車
以下の列車で女性専用車が設定されている。
- 平日初列車から押上駅に9:20までに到着する上り東京メトロ半蔵門線直通急行・準急の進行方向最後尾車両（実施区間は始発駅 - 東京メトロ半蔵門線渋谷駅間、半蔵門線内は9:30をもって終了）
- 平日朝7:30 - 9:00に北千住駅に到着する上り区間急行の進行方向最後尾車両（実施区間は南栗橋 - 北千住間）
- 平日朝7:30 - 9:00に北千住駅に到着する上り東京メトロ日比谷線直通普通の進行方向最後尾車両（実施区間は全区間、日比谷線内は9:00をもって終了）。

## 駅一覧
- 東武動物公園 - 南栗橋間の急行・区間急行・準急・区間準急は各駅に停車する（表中では省略）。特急列車については、「スペーシアX」・「けごん」・「リバティけごん」・「きぬ」・「リバティきぬ」・「リバティ会津」・「スペーシア日光」・「きぬがわ」を参照。北千住方面からの急行・区間急行・準急・区間準急は東武動物公園 - 南栗橋間のみ、東武日光方面の急行は南栗橋 - 東武日光間のみ運転。
- ●：停車、｜：通過、↑：通過（矢印の方向のみ運転）
- 線路 … 全線複線
- 特急列車を除いて、南栗橋駅を境界駅とした系統分離が行われている。

|              |                                      |              |              |              | | | | |  |  |
| 直通運転区間 | 直通運転区間                         | 直通運転区間 | 直通運転区間 | 直通運転区間 | 伊勢崎線（東武スカイツリーライン）北千住駅経由 ○区間急行・区間準急…浅草駅まで ○急行・準急… 押上駅・ 東京メトロ半蔵門線経由 東急田園都市線中央林間駅まで ○普通… 東京メトロ日比谷線中目黒駅まで | 伊勢崎線（東武スカイツリーライン）北千住駅経由 ○区間急行・区間準急…浅草駅まで ○急行・準急… 押上駅・ 東京メトロ半蔵門線経由 東急田園都市線中央林間駅まで ○普通… 東京メトロ日比谷線中目黒駅まで | 伊勢崎線（東武スカイツリーライン）北千住駅経由 ○区間急行・区間準急…浅草駅まで ○急行・準急… 押上駅・ 東京メトロ半蔵門線経由 東急田園都市線中央林間駅まで ○普通… 東京メトロ日比谷線中目黒駅まで | 伊勢崎線（東武スカイツリーライン）北千住駅経由 ○区間急行・区間準急…浅草駅まで ○急行・準急… 押上駅・ 東京メトロ半蔵門線経由 東急田園都市線中央林間駅まで ○普通… 東京メトロ日比谷線中目黒駅まで |  |  |
| TS-30        | 東武動物公園駅                       | -            | 0.0          | 41.0         | | 東武鉄道： 伊勢崎線（東武スカイツリーライン）（直通運転：上記参照） | 埼玉県 | 南埼玉郡 宮代町 |  |  |
| TN-01        | 杉戸高野台駅                         | 3.2          | 3.2          | 44.2         | | | 埼玉県 | 北葛飾郡 杉戸町 |  |  |
| TN-02        | 幸手駅                               | 2.6          | 5.8          | 46.8         | | | 埼玉県 | 幸手市 |  |  |
| TN-03        | 南栗橋駅 （BLP南栗橋スマートヴィラ） | 4.6          | 10.4         | 51.4         | ● | | 埼玉県 | 久喜市 |  |  |
| TN-04        | 栗橋駅                               | 3.5          | 13.9         | 54.9         | ● | 東日本旅客鉄道：■東北本線（宇都宮線）・■湘南新宿ライン（栃木方面から一部の特急のみ新宿駅まで直通運転）・■上野東京ライン                                                                       | 埼玉県 | 久喜市 |  |  |
| TN-05        | 新古河駅                             | 6.7          | 20.6         | 61.6         | ｜ | | 埼玉県 | 加須市 |  |  |
| TN-06        | 柳生駅                               | 3.0          | 23.6         | 64.6         | ｜ | | 埼玉県 | 加須市 |  |  |
| TN-07        | 板倉東洋大前駅                       | 2.0          | 25.6         | 66.6         | ● | | 群馬県 邑楽郡 板倉町 | 群馬県 邑楽郡 板倉町 |  |  |
| TN-08        | 藤岡駅                               | 3.9          | 29.5         | 70.5         | ｜ | | 栃木県 | 栃木市 |  |  |
| TN-09        | 静和駅                               | 7.8          | 37.3         | 78.3         | ｜ | | 栃木県 | 栃木市 |  |  |
| TN-10        | 新大平下駅                           | 2.8          | 40.1         | 81.1         | ● | | 栃木県 | 栃木市 |  |  |
| TN-11        | 栃木駅                               | 4.8          | 44.9         | 85.9         | ● | 東日本旅客鉄道：■両毛線 | 栃木県 | 栃木市 |  |  |
| TN-12        | 新栃木駅                             | 3.0          | 47.9         | 88.9         | ● | 東武鉄道： 宇都宮線（南栗橋駅・栃木駅方面から東武宇都宮駅まで直通あり） | 栃木県 | 栃木市 |  |  |
| TN-13        | 合戦場駅                             | 2.1          | 50.0         | 91.0         | ｜ | | 栃木県 | 栃木市 |  |  |
| TN-14        | 家中駅                               | 2.4          | 52.4         | 93.4         | ｜ | | 栃木県 | 栃木市 |  |  |
| TN-15        | 東武金崎駅                           | 4.2          | 56.6         | 97.6         | ｜ | | 栃木県 | 栃木市 |  |  |
| TN-16        | 楡木駅                               | 4.6          | 61.2         | 102.2        | ｜ | | 栃木県 | 鹿沼市 |  |  |
| TN-17        | 樅山駅                               | 3.0          | 64.2         | 105.2        | ｜ | | 栃木県 | 鹿沼市 |  |  |
| TN-18        | 新鹿沼駅                             | 2.6          | 66.8         | 107.8        | ● | | 栃木県 | 鹿沼市 |  |  |
| TN-19        | 北鹿沼駅                             | 3.0          | 69.8         | 110.8        | ｜ | | 栃木県 | 鹿沼市 |  |  |
| TN-20        | 板荷駅                               | 5.1          | 74.9         | 115.9        | ｜ | | 栃木県 | 鹿沼市 |  |  |
| TN-21        | 下小代駅                             | 3.6          | 78.5         | 119.5        | ｜ | | 栃木県 | 日光市 |  |  |
| TN-22        | 明神駅                               | 2.8          | 81.3         | 122.3        | ｜ | | 栃木県 | 日光市 |  |  |
| TN-23        | 下今市駅                             | 6.1          | 87.4         | 128.4        | ● | 東武鉄道： 鬼怒川線（南栗橋駅・新栃木駅方面、東武日光駅方面の双方向から直通あり） | 栃木県 | 日光市 |  |  |
| TN-24        | 上今市駅                             | 1.0          | 88.4         | 129.4        | ｜ | | 栃木県 | 日光市 |  |  |
| TN-25        | 東武日光駅                           | 6.1          | 94.5         | 135.5        | ● | | 栃木県 | 日光市 |  |  |

### 待避可能な途中駅
特に記載の無い駅は両方向の列車の待避が可能である。
- 東武動物公園駅（下りのみ）
- 杉戸高野台駅
- 南栗橋駅
- 板倉東洋大前駅
- 新大平下駅
- 新栃木駅（上下共用）
- 東武金崎駅（通過線）
- 新鹿沼駅（上下共用）
- 下今市駅（日光線のみ）

かつては、幸手駅（上下共用）・藤岡駅・板荷駅（通過線のみ）・下小代駅（上下共用）に待避線が設けられていたが、幸手駅は杉戸高野台駅および南栗橋駅へ、藤岡駅は板倉東洋大前駅へ待避機能が集約され、板荷駅はホーム延長、下小代駅は使用頻度の減少により撤去された。

### 留置線のある駅
- 東武動物公園駅（伊勢崎線用）
- 南栗橋駅（南栗橋車両管区を併設。一般列車の全列車が当駅始発・終着である）
- 栃木駅（春日部方に留置線がある。日光線・宇都宮線列車の新栃木方面への折り返しに使われる）
- 新栃木駅（南栗橋車両管区新栃木出張所を併設。南栗橋工場出場車の試運転の折り返しにも使われる）
- 下今市駅

### 廃駅
- 新古河荷扱所（（旧）新古河駅）
  - 栗橋 - 新古河間 1929年4月1日、旅客駅「新古河駅」として開業。1935年7月21日、新「新古河」駅開業により荷扱所化[8]、1969年5月1日信号所化、1981年9月15日廃止。
- 東武野口駅
  - 上今市 - 東武日光間 軍需工場工員輸送のため1945年8月8日開業、終戦に伴い同月廃止[8]。

### 過去の接続路線
- 東武日光駅：東武日光軌道線

## PASMO導入について
日光線では、2007年3月18日からSuicaとの相互利用が可能なICカード「PASMO」を導入しているが、自動改札機を導入していない駅については簡易ICカード改札機を設置して対応している。